# 中美关系

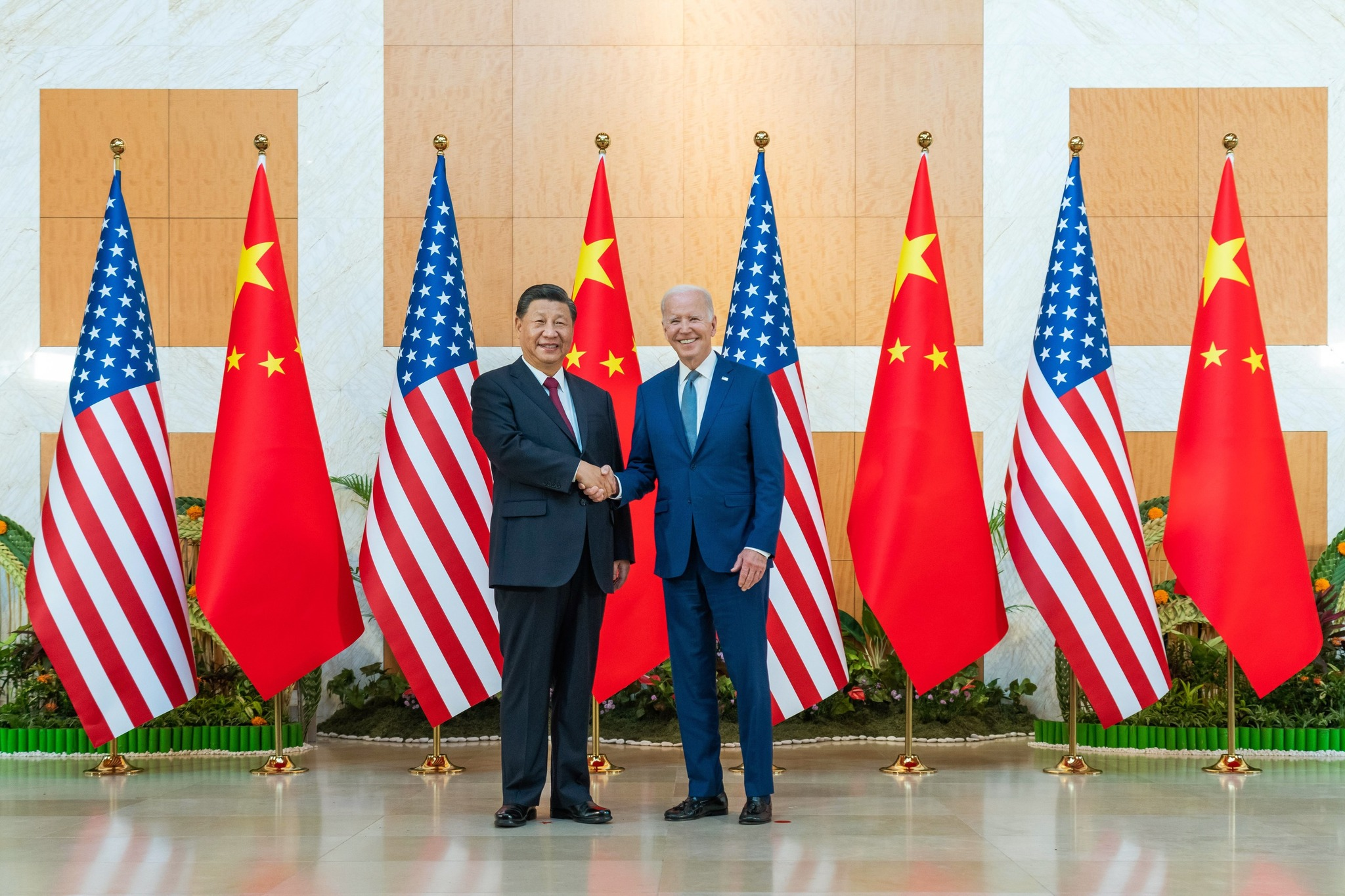
2022年11月，在巴厘岛舉行的第17屆G20會議前，中共中央總書記兼中國國家主席習近平與美國總統拜登会面。

中華人民共和國—美利堅合眾國關係，常稱中美關係（英語：China–United States relations），指中华人民共和国与美利堅合眾国之间的双边关系，世界第一（美國）與第二（中國）經濟體的历经敌对、接触、交往、合作、猜忌、对抗等几个阶段，是全球最重要和复杂的双边关系之一。
1949年中华人民共和国政府成立正值美苏“冷战”。随着朝鲜战争爆发，美国参战并派遣第七舰队協防台湾海峡，雙方在朝鲜战场上兵戎相见。战后，美国政府一直坚持对华“遏制”政策。尽管如此，雙方仍然在1955年建立了华沙会谈管道，举行了数十次会谈。
珍宝岛事件发生后，出于共同对抗苏联的需要，美国宣布对雙方人员来往和贸易交流放宽限制。接着，美国表示不同意苏联建立 “亚洲集体安全体系”的建议，不参加孤立中華人民共和國的任何安排，希望与北京对话。1969年10月，美国通知北京说，它将停止派军舰到台湾海峡巡逻。1971年4月雙方关系通过“乒乓外交”实现历史性突破。1971年7月基辛格秘密访华。1972年尼克松访华。
1979年，中美两国正式建交。1979年邓小平访美。1982年八一七公报发表，与此前发表的上海公报、中美建交公报合称「中美三个联合公报」，成为雙方关系的基础。20世纪80年代，雙方围绕台湾、贸易、知识产权等问题矛盾和斗争不断，但在政治、经济、科技、文化等领域的交流亦持续蓬勃发展。
1989年六四事件后，美国政府宣布对华实施经济制裁。随着苏联解体，雙方关系在90年代，进入一个充满摩擦与坎坷的时期。比尔·克林顿當選美國總統后，将人权问题与“对华最惠国待遇”挂钩，使雙方关系坠入低谷。1995年李登辉访美导致雙方关系跌至建交来的最低点。2001年4月中美撞机事件导致了外交危机。
2001年9月美国遭911袭击后，雙方展开反恐合作。时任中共中央总书记、中国国家主席江泽民在袭击发生当晚致电時任美國總統乔治·沃克·布什，向美国和遇难者家属表示同情，并谴责“所有恐怖主义暴力行动”。一个月后，布什总统访華，表示不再将中国称为“战略竞争者”，雙方将建立“建设性合作关系”。2008年美国爆发次贷危机，并蔓延全球。时任中国国务院总理温家宝积极救市，支持美国渡过难关。
2011年11月，美國總統歐巴馬提出了亞太再平衡以應對中國經濟軍事實力的持續增加。習近平在2012年出任中共中央總書記和中共中央軍委主席之後，提出一带一路战略，他在处理国际关系上采取更加进取的手段，甚至发起“战狼外交”，有传言称习近平将美国视为头号敌人。2015年习近平访美，未能消除雙方分歧。2016年特朗普当选美國總統后，在就任前与蔡英文通电话。2017年，特朗普就任后虽然表示会尊重「我们的一中政策」，但两国之间明显缺乏互信。
随着美国国家安全战略将中国视为“修正主义国家”和“对手”，两国正式进入战略竞争阶段。2018年，雙方衝突加大並進一步惡化，爆发中美貿易戰，并有向“新冷戰”演变的趨勢。2019冠状病毒病疫情爆发后，雙方围绕病毒源头展开舆论战。2021年3月雙方高层官员在阿拉斯加会谈。之后双方大使曾长期空缺，再加上2022年裴洛西訪問台灣和2023年中国高空气球事件，反映出雙邊關係持续低迷的狀態。出于对雙方领导人会晤的期待，两国关系在2023年下半年稍有缓和，2023年11月旧金山APEC峰会双方领导人进行会晤之后，两国继续竞争并“保持沟通”。
2025年，美國國務院指示在公開場合或新聞稿提及中國當局時採用中國共產黨（Chinese Communist Party, CCP）的稱謂，同時稱呼中國最高領導人習近平為「中國共產黨總書記」，取代外交場合經常稱呼的中國國家主席，突顯中共對於中國政治、經濟、軍事等各項領域具有絕對權威。

## 历史
| 中国领导人 | 时间            | 重大事件                                   | 美国总统              |
| ---------- | --------------- | ------------------------------------------ | --------------------- |
| 毛泽东     | 1949年          | 美中关系白皮书                             | 哈里·杜鲁门           |
| 毛泽东     | 1950年          | 抗美援朝                                   | 哈里·杜鲁门           |
| 毛泽东     | 1953年          | 朝鲜停战协定签署                           | 德怀特·艾森豪威尔     |
| 毛泽东     | 1955年 - 1970年 | 中美大使级会谈                             | 德怀特·艾森豪威尔     |
| 毛泽东     | 1960年          | 美国总统艾森豪访问台北                     | 德怀特·艾森豪威尔     |
| 毛泽东     | 1961年-1963年   |                                            | 约翰·肯尼迪           |
| 毛泽东     | 1965年          | 抗美援越                                   | 林登·约翰逊           |
| 毛泽东     | 1966年          | 南海1018轮事件                             | 林登·约翰逊           |
| 毛泽东     | 1971年          | 乒乓外交                                   | 理查德·尼克松         |
| 毛泽东     | 1971年          | 基辛格秘密访华                             | 理查德·尼克松         |
| 毛泽东     | 1972年          | 尼克松访华 上海公报                        | 理查德·尼克松         |
| 毛泽东     | 1975年          | 美国总统福特访华                           | 杰拉尔德·福特         |
| 邓小平     | 1978年          | 中美建交公报                               | 吉米·卡特             |
| 邓小平     | 1979年          | 邓小平访美                                 | 吉米·卡特             |
| 邓小平     | 1982年          | 八一七公报                                 | 罗纳德·里根           |
| 邓小平     | 1984年          | 中国国务院总理赵紫阳访美；美国总统里根访华 | 罗纳德·里根           |
| 邓小平     | 1985年          | 中国国家主席李先念访美                     | 乔治·赫伯特·沃克·布什 |
| 邓小平     | 1989年          | 美国总统布什访华                           | 乔治·赫伯特·沃克·布什 |
| 江泽民     | 1993年          | 银河号事件                                 | 比尔·克林顿           |
| 江泽民     | 1996年          | 贸易争端                                   | 比尔·克林顿           |
| 江泽民     | 1999年          | 南联盟大使馆被炸                           | 比尔·克林顿           |
| 江泽民     | 2001年          | 中美撞机事件                               | 乔治·沃克·布什        |
| 胡锦涛     | 2003年          | 中国国务院总理温家宝访美                   | 乔治·沃克·布什        |
| 胡锦涛     | 2006年          | 中美战略经济对话                           | 乔治·沃克·布什        |
| 胡锦涛     | 2009年          | 2009年联合声明                             | 贝拉克·奥巴马         |
| 胡锦涛     | 2011年          | 2011年联合声明                             | 贝拉克·奥巴马         |
| 习近平     | 2014年          | 刘晓波广场事件                             | 贝拉克·奥巴马         |
| 习近平     | 2015年          | 习近平访美                                 | 贝拉克·奥巴马         |
| 习近平     | 2017年          | 特朗普访华                                 | 唐納·川普             |
| 习近平     | 2018年          | 中美贸易战                                 | 唐納·川普             |
| 习近平     | 2021年          | 阿拉斯加会谈                               | 乔·拜登               |
| 习近平     | 2022年          | 裴洛西訪問台灣                             | 乔·拜登               |
| 习近平     | 2023年          | 高空气球事件及 習近平訪美                  | 乔·拜登               |

### 1949-1971：敌对期
1949年10月1日中华人民共和国成立之时，正值美苏“冷战”。美国仍然与中华民国政府保持外交关系，并承认中华民国政府是全中国的唯一合法政府。中国人民解放军进入华南之时，美国驻华大使馆也随中华民国政府一起撤往臺北，不过时任美国驻华大使的司徒雷登仍留在中國大陸，以便开展外交接触。
1950年5月13日，美国国务卿迪安·艾奇遜提出了美国承认新政府的三项条件：第一，事实上控制该国的领土和行政机构；第二，有能力并且愿意履行国际义务；第三，政府能够得到该国人民的普遍接受。6月6日中共中央提出了与美国建立外交关系的三点准则：（1）外国武装撤出中国；（2）停止援助国民政府；（3）断绝同国民政府的关系。
1950年6月25日，朝鲜战争爆发，雙方建交的可能性也随之破灭。8月2日，司徒雷登离开了中国大陸。8月5日，美国政府发表《中美關係白皮書》。中國共產黨對白皮書的反應頗為強烈，中國共產黨中央委員會主席毛澤東連續寫了丟掉幻想，準備鬥爭、別了，司徒雷登、為什麼要討論白皮書、「友誼」，還是侵略？、唯心歷史觀的破產等五篇文章，大罵杜魯門政府、艾奇遜和白皮書。雙方關係急速惡化，开始了长达20余年的全面对抗。
但雙方都意識到對方的存在，1954年到1970年，雙方在瑞士日内瓦以及波蘭华沙共举行了136次大使级会谈，成为保持某种接触、交换意见的途径。
美国介入越南战争后，越南共产党高层频繁访华，请求给予军事与后勤援助。1965年美國“滚雷行动”啟動後，中國向北越派出防空部隊和工兵營，修復美國轟炸造成的破壞，重建公路和鐵路，並進行其他工程工作。
中國在北越的存在為美國官員所熟知，並且可以解釋圍繞美國在衝突中的戰略的一些因素。特別是，林登·约翰逊總統和國防部長麥克納馬拉很早就排除了對北越進行地面入侵的可能性，因為他們害怕重演朝鮮戰爭，尤其面对已经有了熱核武器（氫彈）的中國。然而，美国当时尚不清楚北京對美國入侵北越的確切反應會是什麼——據報導，毛澤東在1965年告訴記者斯諾，中國無意為拯救河內政權而戰，除非美軍闖入中國領土。 在其他場合，毛表示相信人民解放軍可以再次與美國抗衡，就像它在朝鮮所做的那樣。 無論中國的計劃是什麼，約翰遜政府都不願冒險，因此美國地面部隊從未進入越南北部。

### 1971-1978：缓和期

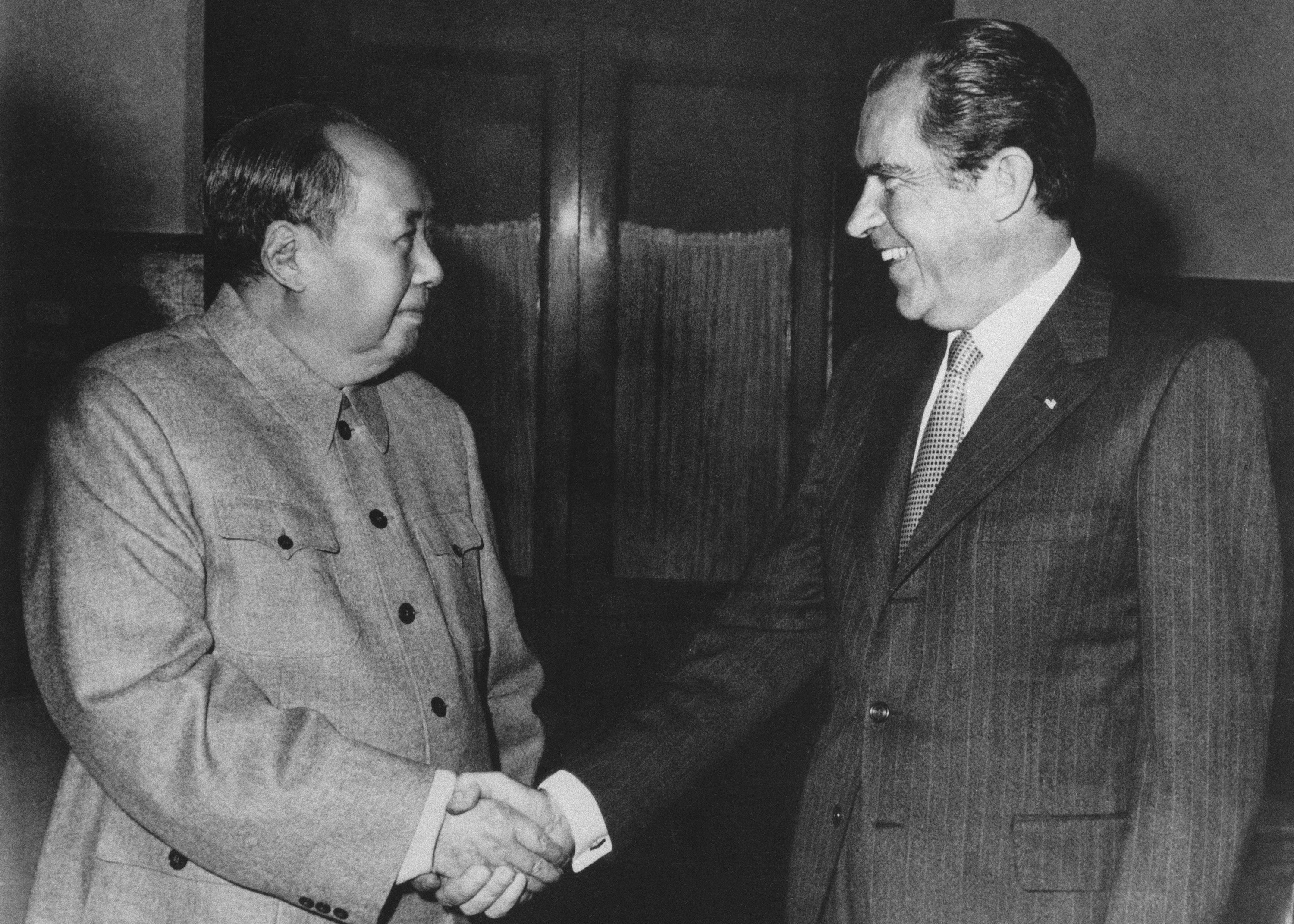
1972年，中国共产党中央委员会主席毛澤東在中南海接见美国总统尼克松

1972年，中华人民共和国国务院总理周恩来与来华访问的美國总统尼克松交谈

1960年代末，由於蘇聯的威脅，美国与中华人民共和国的领导人都意识到，改善双边关系符合雙方共同利益。1969年3月中蘇爆發珍宝岛事件，中華人民共和國與蘇聯持續處於敵對狀態，而中美關係則開始發展。1969年，美国总统尼克松上台後，為了希望改善與中國的關係以聯中制蘇，下令宣布放宽对华的贸易限制，但因中國正在進行文化大革命，與各國貿易幾乎中断。
1971年3月乒乓外交，美國乒乓隊歷史性訪問中華人民共和國。1971年7月15日，美国总统尼克松宣布，他的国家安全顾问基辛格已经对北京进行了一次秘密访问，而他本人已经受中国国务院总理周恩来邀请访问中华人民共和国。1972年2月，尼克松总统访问北京、杭州以及上海，会见了中国共产党中央委员会主席毛泽东和中华人民共和国国务院总理周恩来，并签署了《上海公报》。在公报中，两国承诺会为外交关系的完全正常化努力。美国认识到海峡两岸都坚持一个中国，并对此不表异议，支持和平解决两岸问题，将逐步减少在台美军设施和武装力量。这使得两国之间关系正常化的障碍——臺灣問題——被暂时搁置，使得重新开启两国在贸易以及其他领域间的接触与合作成为可能。
1973年5月，美国政府在北京设立在华联络办事处，而中华人民共和国政府也在华盛顿设立类似的办事处。从1973年至1978年间，布鲁斯、老布什、盖茨和伍德科克等美国大使级外交官先后担任过联络处负责人。
1975年美国总统福特访华，再次确定美方与中华人民共和国建立外交关系的意愿。6月2日，中國國務院副總理鄧小平會見美國報紙主編協會代表團和美聯社董事長米勒時指出：要實現中美關係正常化，關鍵是要解决台灣問題，就是美國從台灣撤軍，同台灣廢約、斷交。中国不接受「兩個中國」、「一個半中國」和「一個中國，一個台灣」:19-20。8月6日，鄧小平會見美國議員訪華團時稱：中国不希望打仗、希望和平，同时支持世界上一切被壓迫民族爭取民族獨立和解放、發展自己國家的經濟:29-30。9月20日，鄧小平在會見前英國首相希思表示：不管過多少年，台灣問題總要解決……中国不希望打仗，但不排除发生戰爭的可能性:36-37。
1977年美国总统卡特上臺后不久便重申上海公报的重要性。1978年11月27日，鄧小平會見美國專欄作家諾瓦克稱，希望尽早实现中美关系正常化:194-195。12月15日两国政府宣布，美利坚合众国与中华人民共和国商定自1979年1月1日起互相承認並建立外交关系。

### 1979-1989：蜜月期

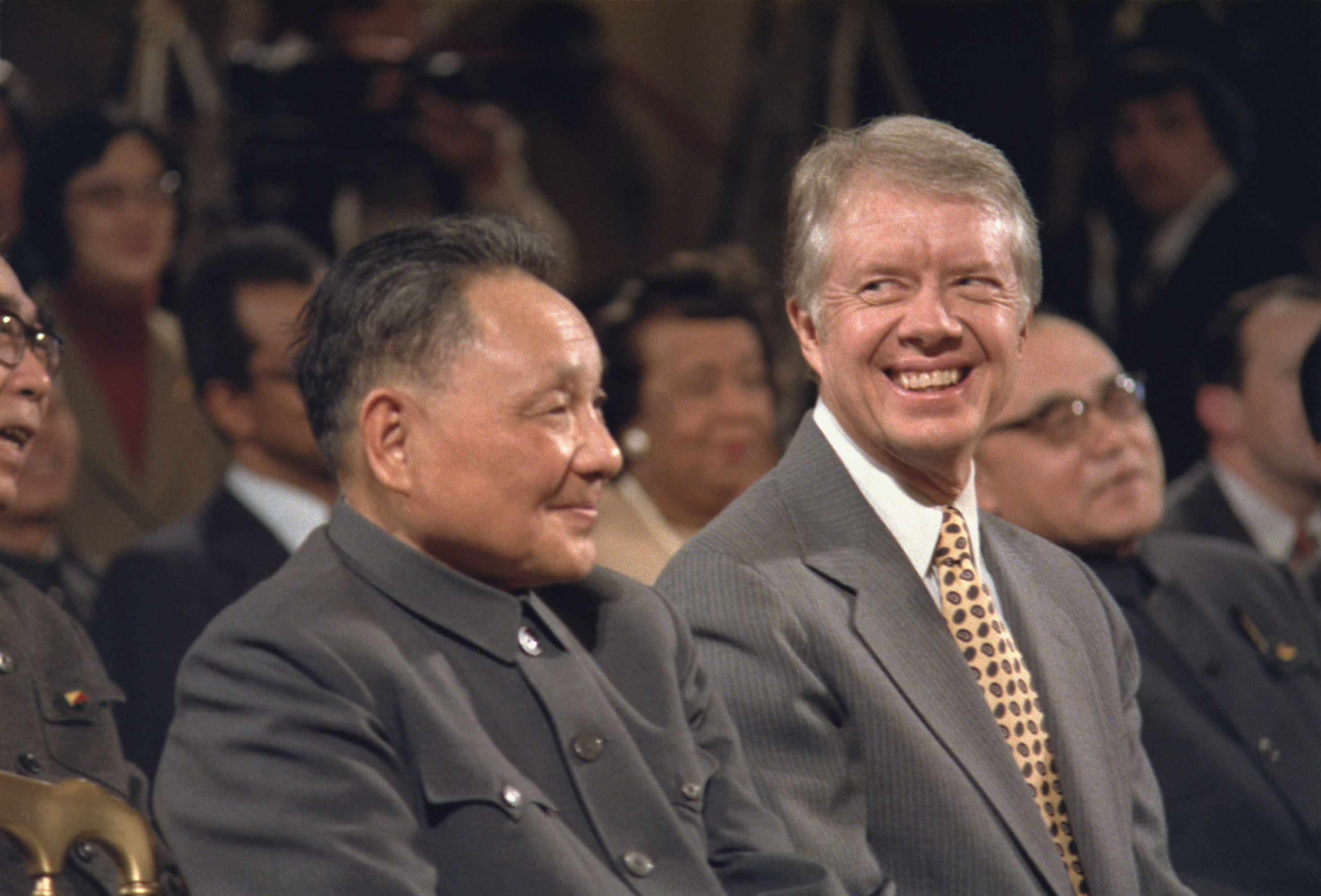
1979年中国副总理邓小平访美期间会见時任美国总统卡特

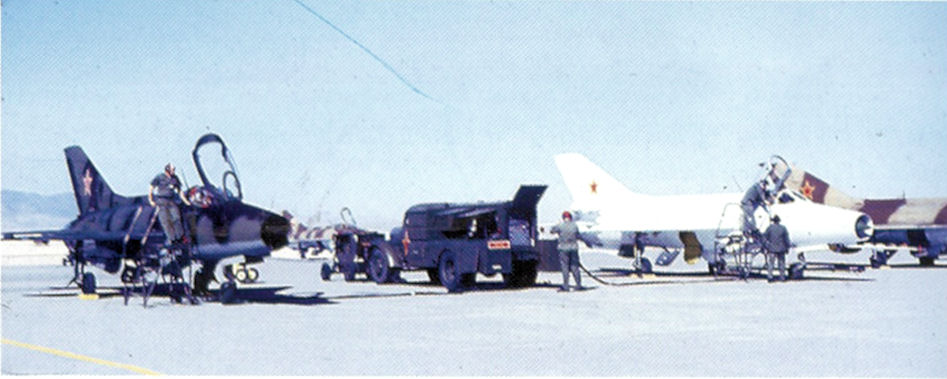
中美蜜月期美方購買到殲7作為對抗蘇聯的假想敵訓練中隊使用。

1979年1月1日，中美正式建交，并在《建交公报》中，宣布断绝与中華民國的外交关系，根据《臺灣關係法》与台湾进行非官方往来。1979年1月底，中国国务院副总理邓小平访美，开启了两国之间一连串重要、高级别的交流。1979年2月左右中越戰爭爆發，中美聯盟進一步鞏固，1979年3月1日，两国正式在北京和华盛顿设立大使馆。1979年8月，美国副总统蒙代尔对邓小平的访问进行回访。1980年代是中美關係最好的時期。随着1980年双方高层与工作层级接触的加深，两国开始在更广泛的议题上进行对话，包括全球与地区战略问题、政治、军事问题、裁军问题、联合国以及其他多边组织事务等。
1981年1月20日，里根就任美国总统。随后两国的关系因對臺軍售问题出现短暫危机。1981年6月美国国务卿黑格访问北京，试图解释美国在与臺湾维持非官方往来方面的政策。
1982年2月18日，鄧小平會見柬埔寨西哈努克親王伉儷时指出：台灣問題是中美關係的障碍；如果美国认为台灣是它在遠東「永不沉沒的航空母艦」，否定台湾是中國的一部分，中美關係只好倒退:404。5月，美国副总统老布什再度访华。两个月后，美驻华大使恒安石向中方提交了美方解决美国售台武器问题的联合公报草案。1982年8月17日中美发表八一七公报。美国承诺将逐渐减少对臺的武器出售，而中方则承诺和平解决臺湾问题是中方的基本原则。
1984年美國总统罗纳德·里根与中国国务院总理赵紫阳进行了互访，这是中国政府首脑对美国的首次访问。1985年7月，中国国家主席李先念访问美国，这是中国国家元首对美国的首次访问。1985年10月副总统老布什再度访华，並且设立了美在华的第四个总领事馆。
1989年1月20日，老布什就任美国总统，并于同年2月访华。兩國之间所进行的文化交流活动令两国人民都对对方的文化、艺术以及教育成就都有更深的认识。许多中方的访问学者以及官派留学生到美国进行学术交流。

### 1989-2001：接触与摩擦
1989年六四天安门事件后，美国停止高层和官方的交流，并在1989年6月颁布命令与法令，禁止出售武器给中华人民共和国，宣布对中华人民共和国实施多项经济制裁，停止部分投资、贸易活动。在1990年夏天的七国集团高峰会上，西方国家敦促中国在政治经济领域进行进一步的改革，特别是在人权领域。
1993年1月20日柯林頓正式就任美國總統。同年7月，中美发生银河号事件。“银河号”在印度洋的国际公海海域上被美军军舰截停并扣留长达33天。中方要求美方赔偿，但美方态度强硬，坚持拒绝道歉，最后不了了之。

1997年10月29日，江泽民与克林顿在白宫举行新闻发布会。

1996年3月23日，中国人民解放军在中华民国总统选举前夕举行军事演习。美国出动了两个航空母舰舰群到台湾海峡。在臺海危机解除后，两国关系也开始逐渐回暖，高层交流增加，双边会谈取得进展，双方在人权、核不扩散以及贸易领域进行双边谈判。1997年，中共中央总书记、中国国家主席江泽民访问美国，这是“六四事件”以来中国国家领导人首次访问美国，亦是首位访美的中国最高领导人。1998年6月克林顿总统回访中国，並在上海圖書館與當地各界人士座談時發表美國對台政策，其內容為：「我們不支持臺灣獨立、兩個中國或一中一臺、我們不認為臺灣可以成為任何以國家為資格限制的組織之會員」。
1999年5月美国轰炸中国驻贝尔格莱德大使馆，引发中国民众游行示威。10月，两国就赔偿伤亡家属及财物达成协议。美国仅承認是误炸，但是中國大陆民众普遍不接受误炸的解释。
2001年1月20日小布什正式成为美国第43任總統。同年4月1日，中美发生南海撞机事件。经过磋商后美国总统布什写信慰问时任中共中央总书记兼中国国家主席江泽民，即“两个表示遗憾的信件”。美方人员在被拘留11天后返国。两国关系也随着此次事件的降温以及此后的一系列事件而重新恢复。

### 2001-2009：合作期

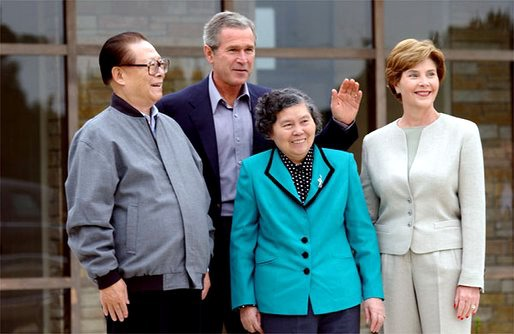
2002年10月25日，江泽民伉俪与小布什夫妇合影

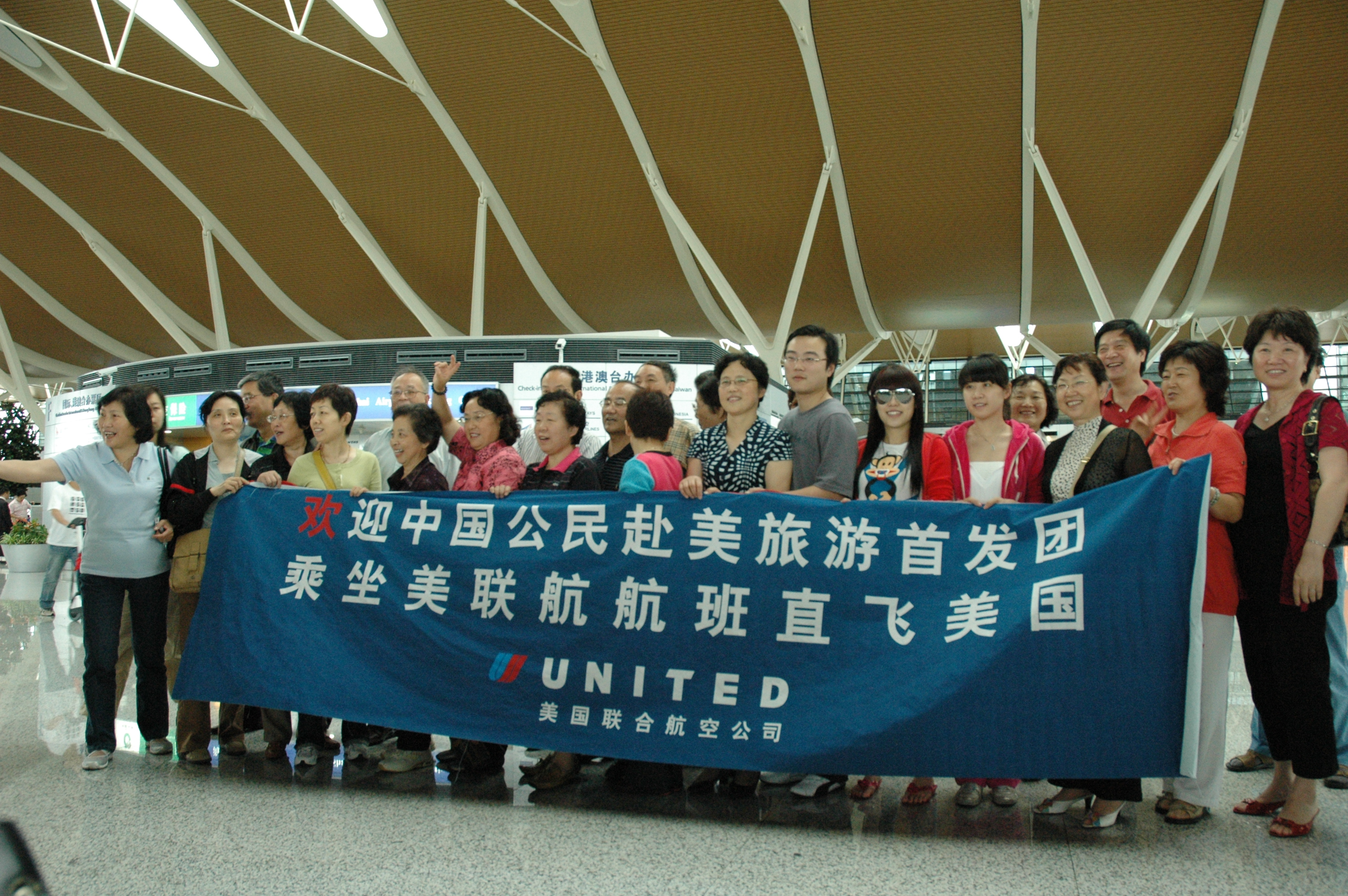
2008年6月19日联合航空搭载着第一批赴美旅游团的航班从浦东国际机场起飞

2001年911事件后，中国公开支持打击恐怖主义，中美开展了反恐方面的双边对话。中国在联合国支持美国等联军对阿富汗的军事打击。美国不再将中国看作是最大的潜在威胁，转而注重中东局势以及恐怖主义威胁，美国认识到东亚局势必须保持稳定。由于美国在反恐方面必须寻求中国的合作，令美国无法再在东亚制造针对中国的行动。
2003年12月，温家宝总理对美国进行正式访问。访问期间，温家宝总理提出了确保中美经贸关系持续健康发展的五条原则，布什表示赞同。双方还商定提高中美商贸联委会的级别。
2005年开始，美国提出中美两国是“利益相关的参與者”的论点，着重强调双方的可合作性。2005年8月1日，中国外交部副部长戴秉国与美国常务副国务卿佐利克在北京举行首次中美战略对话。11月8日，中美双方就纺织品问题达成协议，在英国伦敦签署了中美两国《关于纺织品和服装贸易的谅解备忘录》。
2006年，中美就朝鲜核问题进行紧密合作，推动六方會談，改善朝韩關係。
2007年5月22日，在中国国务院副总理吴仪与美国财政部部长保尔森举行第二次中美战略经济对话期间，两国政府在华盛顿发表了《中华人民共和国政府与美利坚合众国政府关于旅行和旅游的公告联合声明》。2008年6月17日起，美国开放中国公民以团队形式赴美旅游。

### 2009-2017：对话与调整
2009年1月20日，歐巴馬成为美國第44任總統，同年3月8日发生无暇号南海事件。奧巴馬会见外交部长杨洁篪时，「強調了提升中美軍事對話的級別和頻率的重要性，以避免未來發生類似的事件。」

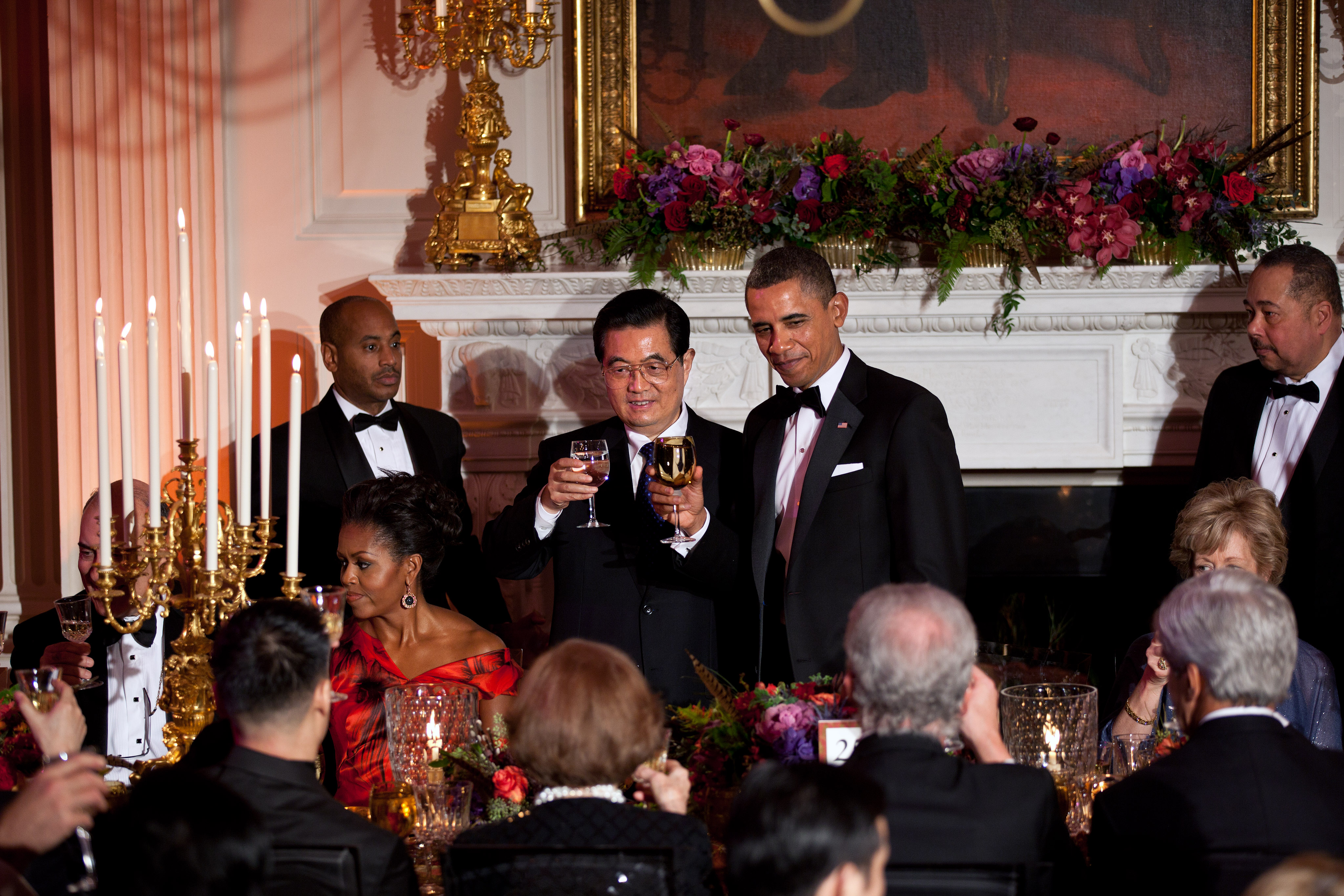
2011年奥巴马为胡锦涛举行欢迎晚宴

2009年11月奥巴马对中国进行国事访问期间，中美发布了《联合声明》。2011年1月18日至21日，中共中央总书记、中国国家主席胡锦涛对美国进行国事访问期间，中美发表联合声明。
2011年11月，歐巴馬在APEC峰会上正式提出了亞太再平衡戰略，並由其國務卿希拉里推動。2012年5月份，中美两国举行了第四轮中美战略与经济对话，在本轮对话中，中方首次提出了中美“两国协调”（C2）的全新概念，而且得到了美方的理解和支持。中方提出的C2理念，不同于美国学者曾经提出的中美“两国集团”（G2）。G2的内涵是两国共治、主宰世界。“C”可以是协调（Coordination）、合作（Cooperation），也可以是命运共同体（Community）。显然C2具有多重含义，如果中美能够做到诸事沟通、协调、合作，将非常有利于世界稳定、发展和繁荣。中国国际问题研究所所长表示，这既符合中国一贯秉承的和平、合作、互利、共赢的理念，也符合中美关系的发展需求，更符合国际关系的发展趋势。
隨著中國崛起趨勢明顯，有美國國內聲浪認為中國對美國造成日漸增大的利益損害，2013年6月7日至8日，中美元首習近平和歐巴馬於美國加利福尼亞州安纳伯格庄园進行會談，中方正式提出新型國際關係（新型大國關係）概念，願意在「不衝突、不對抗，相互尊重，合作共贏」於國際事務合作，包含中東問題和伊朗、朝鮮民主主義人民共和國核武談判，但美國內部對此提議未做出明確答覆。
2013年起南海仲裁案之後隔年起又發生韓國薩德系統部署問題白熱化，雙方摩擦劇烈，但大致維持鬥而不破局面。
2014年米歇尔访华，这是美国第一夫人历史上第一次单独正式访问中华人民共和国，主要为“交流中美两国教育”，避免人权等争议话题，借此推动华盛顿与北京的关系。

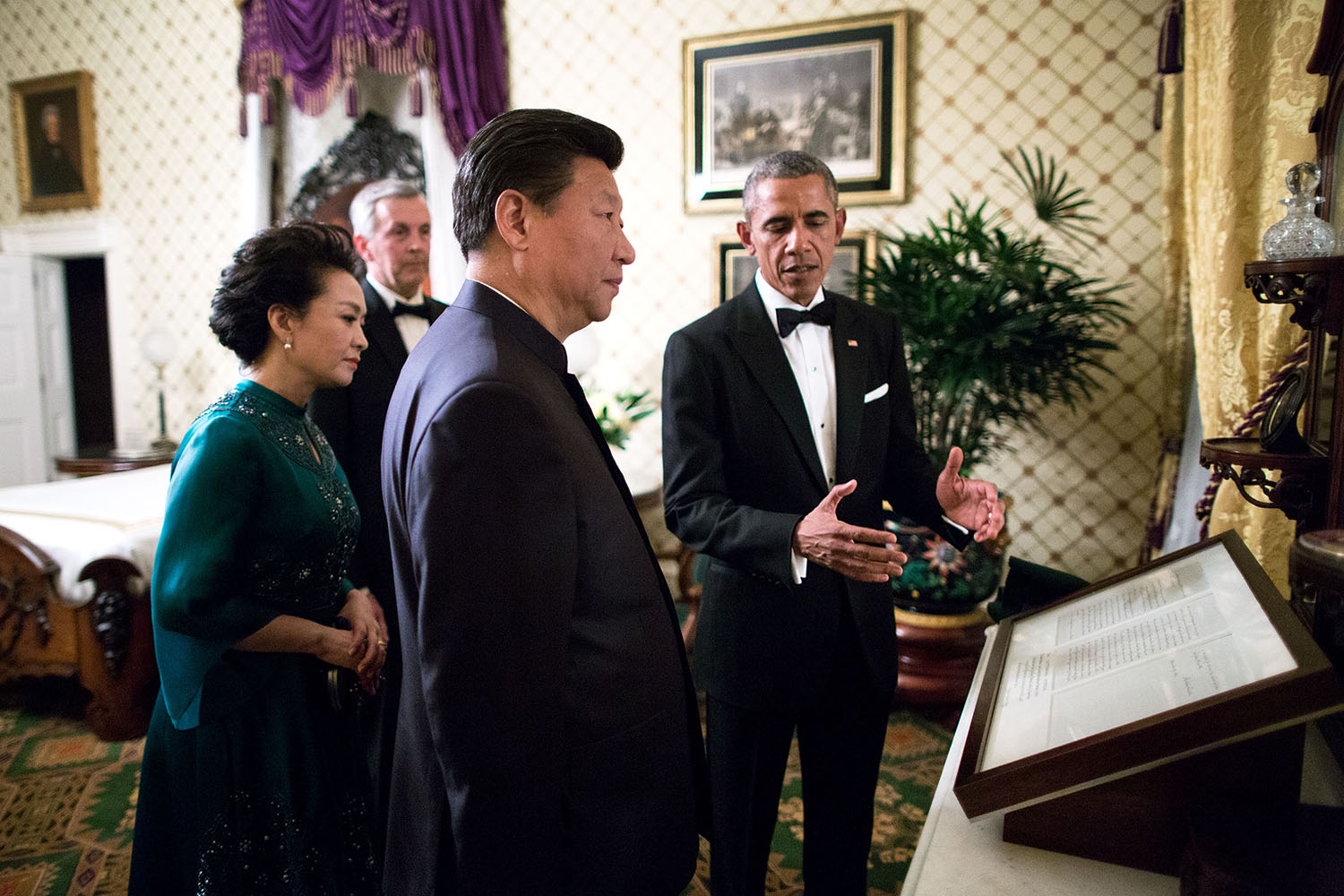
奥巴马向習近平夫婦介绍白宫林肯卧室的陈设。

2015年，中国一带一路、亚投行取得重大进展，更提出中国制造2025，导致美国政府战略疑窦上升。虽然同年9月習近平訪美，中美就重大军事行动相互通报机制新增“军事危机通报”附件以及海空相遇安全行为准则新增“空中相遇”附件完成正式签署，但未能从根本上缓解中美關係高度紧张的局势。
2016年11月9日，中共中央总书记、中国国家主席习近平向候任美国总统特朗普致电，祝贺其当选。同年12月2日，中華民國總統蔡英文也致电特朗普祝贺其当选並與其通話，引起中國大陸方面不滿，加上特朗普事後批評為何美方須接受一中政策等事，讓中美兩國關係再度回到劍拔弩張的狀態。

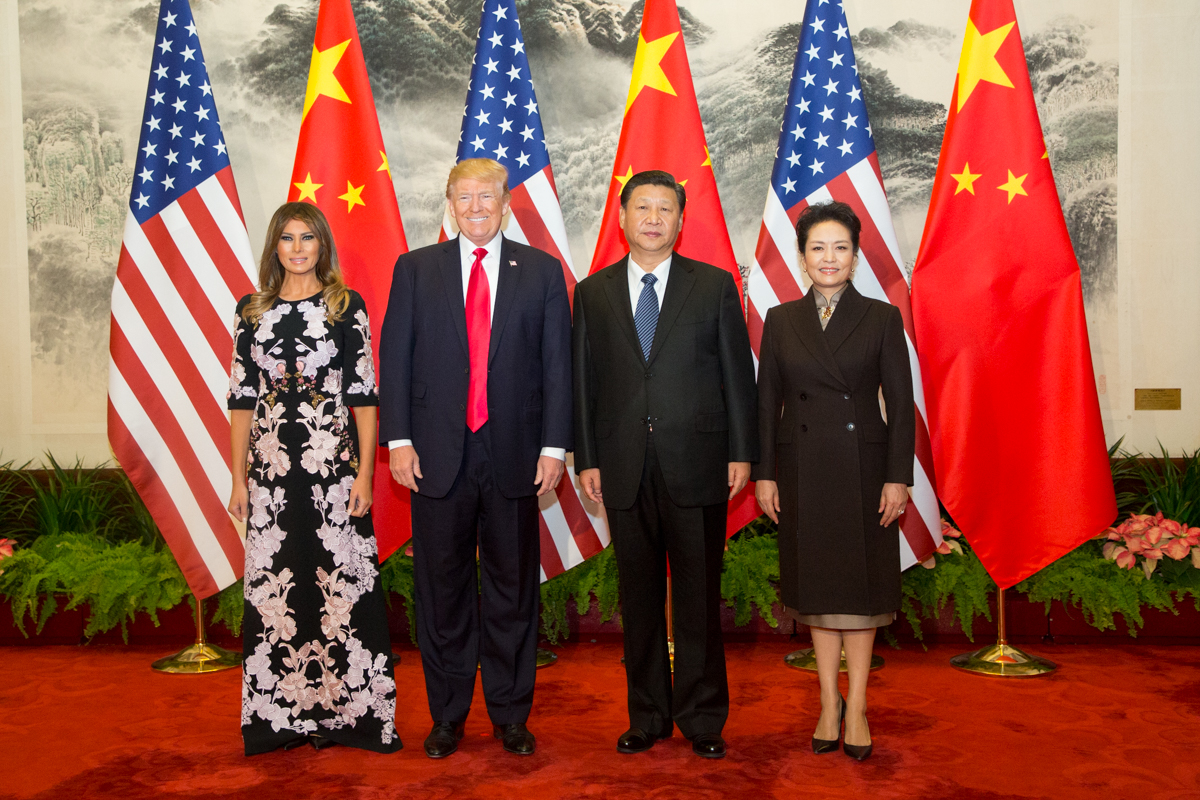
习近平夫妇欢迎特朗普夫妇访华

然而特朗普就任总统后，于2017年2月9日与习近平通话，承诺尊重美国“自己的”一个中国政策，两国关系稍有缓和，但仍然互不信任。2017年4月7日，习近平夫婦同特朗普夫婦在美国佛罗里达州海湖庄园进行中美元首会晤。10月25日，习近平连任中共中央总书记，特朗普第一时间致电习近平祝贺，并讨论了朝鲜核问题和贸易问题。2017年11月8日，特朗普首次以美國總統身份訪華，與习近平在北京進行第二次中美元首会晤。中方以“国事访问+”的规格接待。在最受关注的经贸领域，两国企业共签署合作项目34个，金额达2535亿美元。

### 2018年至今：大国竞争
2018年3月23日起，特朗普政府正式对进口钢铁和铝产品分别征收25%和10%的关税，采取措施限制中国投资。中国商务部亦发布针对美国进口货品中止减让产品清单作“报复性关税”措施。外界视为中美新一轮“贸易战”。
2018年10月4日，美国副总统彭斯在华盛顿智库哈德遜研究所就美国政府的中国政策发表长篇演说，抨击中国试图破坏美国的民主制度，并谈及美中贸易争端、中国在南中国海的军事化、对台湾的打压，还有中共对国内民众的监控和压制以及在美国和海外施加影响力等等课题。并反思美国对华政策，表示“曾期待中国成为自由国家，希望中国尊重传统的自由主义原则、尊重私人财产、个人自由和宗教自由，尊重人权。”“但是希望落空。”“邓小平的改革开放政策已经变得空洞。”“如今，中国已经建立了无以伦比的监控国家，范围越来越广，越来越具侵入性，而且经常是在美国技术的帮助之下。”“中国正在与美国的盟友和敌人打造自己的关系，与北京的任何和平或积极的意图背道而驰。”“前几届政府忽视了中国的行动。在很多情况下，他们还助长了他们。但是，这样的日子结束了。”翌日，尚处于国庆长假，例行记者会休会期间的中国外交部通过发言人华春莹以答记者问的方式，对美国副总统的发言予以回应，强调一个中国原则和中国在南海的主权，表示中国尊重人权，抗议美国干涉，并要求美方自我反思。

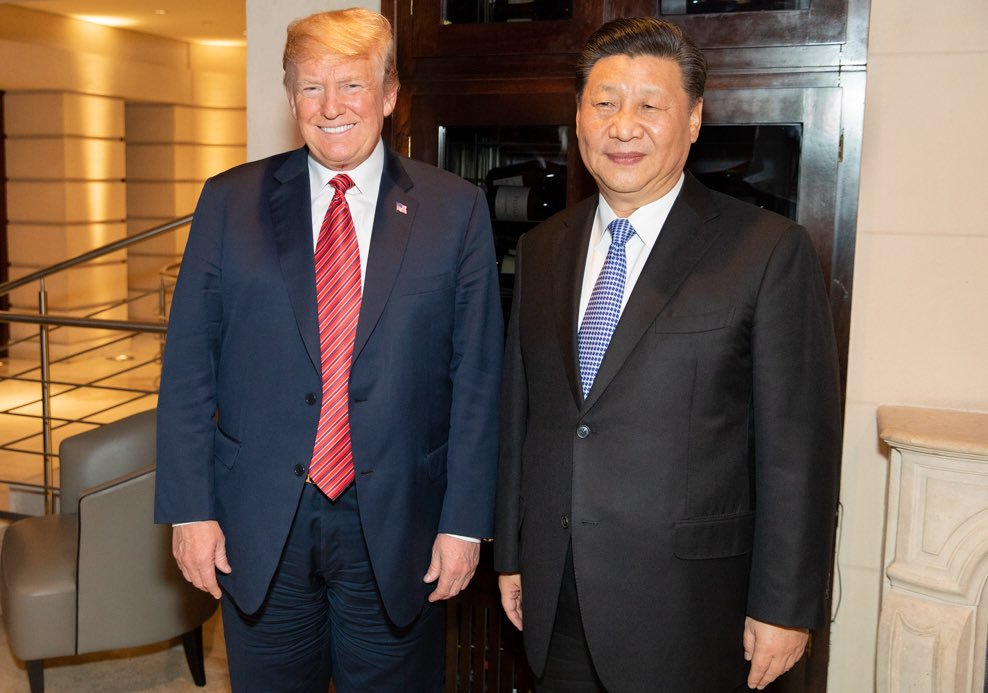
2018年11月，布宜諾斯艾利斯G20峰会上习近平与特朗普会谈

2018年12月1日，习近平与特朗普在出席二十国集团领导人第十三次峰会时共进晚餐，两国领导人达成共识，停止加征新的关税。双方同意推进以协调、合作、稳定为基调的中美关系。中美同意2019年不再加徵关税，美国同意不会在2019年1月1日将关税提高至25%，现时被徵关税之产品将继续维持10%税率；中国同意购买「大量」农业、能源和工业产品等，减少贸易不平等。如果两国在90日限期内无法达成协议，美国将会增加关税至25%，在此之前向中国货品征收的10%关税措施仍然有效。
2018年12月20日，美國總統川普簽署《西藏旅行對等法》，法案生效，由此國務卿蓬佩奧須在90天內評估美国公民進入西藏的難易程度，並在接下來5年中每年都要向國會提交報告，列出哪些中國官員負責審查並阻止包括美國外交官、其他官員、記者及遊客進入西藏的評估清單，按對等互惠原則，國務卿有權拒绝讓這些中國官員獲得美國簽證。
2019年8月5日，美国财长梅努欽发表声明指，在总统川普的指示下，决定把中国定为“匯率操縱國”，并称将继续敦促中国提高汇率及储备管理的透明度和目标。
2019年10月，美國要求所有驻美的中国外交官在计划与美国联邦或地方官员举行会面时，必须事先通知美国国务院。
2020年1月13日，美国财政部公布半年度汇率政策报告，取消对中国“汇率操纵国”的认定。 
2020年2月18日，美国国务院宣布，将五家中国官方媒体机构新华社、中国环球电视网、中国国际广播电台、《中国日报》和《人民日报》认定为“外国使团”，视作中国政府的一部分。次日中国外交部宣布，从即日起吊销美国《华尔街日报》三名驻北京记者的记者证，并限定他们5天内离境。
2020年3月2日，美国国务院宣布将对五家中国官方媒体机构新华社、中国环球电视网、中国国际广播电台、《中国日报》和《人民日报》实施雇员数量限制，中国籍雇员人数需从160人减少至100人。人员限制将在3月13日生效。3月17日，中国外交部宣布反制措施，对等要求“美国之音”、《纽约时报》、《华尔街日报》、《华盛顿邮报》、《时代周刊》这5家美国媒体驻华分社向中方申报在中国境内所有工作人员、财务、经营、所拥有不动产信息等书面材料；要求《纽约时报》、《华尔街日报》、《华盛顿邮报》年底前记者证到期的美籍记者从即日起4天内向外交部新闻司申报名单，并于10天内交还记者证，今后不得在中华人民共和国，包括香港、澳门特别行政区继续从事记者工作；针对美方对中国记者在签证、行政审查、采访等方面采取歧视性限制措施，中方将对美国记者采取对等措施。5月11日起，中国记者的美國签证有效期将被從不設期限縮短為限制为90天，但可以申请延长。不過該限制措施不适用于持有香港或澳门护照的记者。
2020年3月起，双方均指责对方应为2019冠状病毒病的全球大流行负责。2020年4月，中國外交部發言人赵立坚在推特以中英雙語接連發文，質疑美軍將病毒帶到武漢，並說「美國欠我們一個解釋」。
2020年5月15日，美国升级对中国通信巨头华为的出口限制，美国商务部宣布厂商将使用了美国的技术或设计的半导体芯片出口给华为时，必须得到美国政府的出口许可证，即使是在美国以外生产的厂商也不例外。这使得其海思半导体芯片和智能手机部门受到重创。
2020年5月29日，美國暂停向与中国人民解放军有联系的中国籍人士的学生及访问学者發放签证。
2020年6月3日，美国交通运输部宣布计划从6月16日起禁止中国客运航班飞往美国，6月5日更改为中国航空公司每周只能有两个飞往美国的客运航班班次。
2020年6月22日，美国国务院以屬於中国共产党的政府宣传机构為由將包括中央电视台、中国新闻社、《人民日报》和《环球时报》在内的四家中国官媒在美分支列入外国使团名单。7月1日，中国外交部宣布反制措施，要求美国联合通讯社、美国国际合众社、美国哥伦比亚广播公司、美国全国公共广播电台自即日起7日内向中方申报在中国境内所有工作人员、财务、经营、所拥有不动产信息等书面材料。
2020年6月，第十三届全国人民代表大会常务委员会全票通过港区国安法。6月29日，美国商务部长罗斯发表声明称，美国宣布撤香港特殊地位，停止优惠待遇，限制军民两用科技输港，并且继续评估撤回其他特别待遇。同日，蓬佩奥宣布将对有份参与破坏香港“一国两制”及“高度自治”的中共前任及现任官员（包括其非美籍家属）实施签证限制。7月1日，美国众议院全票通过香港自治法。
2020年7月9日，美国财政部外国资产管制办公室以严重侵犯新疆少数民族人权为由，根據全球馬格尼茨基人權問責法，对新疆党委书记陈全国、前新疆政法委书记朱海仑、新疆公安厅厅长王明山、前新疆公安厅党委书记霍留军以及新疆公安厅进行制裁。7月13日，中国外交部对美國國會及行政當局中國委員會以及美国国务院国际宗教自由无任所大使布朗巴克、美国参议员魯比奧、克魯茲，美国众议员克里斯·史密斯实施制裁。
2020年7月13日，蓬佩奥表示中国在南海的领土声索“完全不合法”，这是美国首次否认中国在南海“九段线”主张。
2020年7月21日，美国要求中国在7月24日16时前关闭中国驻休斯敦总领事馆。中国外交部发言人汪文斌表示强烈谴责，并表示将做出反应。7月24日，中国宣布撤销美国驻成都总领事馆的设立和运行许可。
2020年7月23日，美國國務卿蓬佩奧在前總統尼克森的紀念圖書館發表演說《共產中國與自由世界的未來》，指責中國造成2019冠狀病毒病疫情擴散並實施「暴政」威脅美國和世界各國的經濟、自由、國家安全和民主，呼吁改变中国威胁自由世界的行为。蓬佩奥亦批评“习近平总书记是一个破产的极权主义意识形态的真正信仰者”，呼吁中国人民改变中共，被部分人士認為是開啟第二次冷戰的新鐵幕演講。
2020年7月30日，美国国务卿蓬佩奥出席美国参议院外交关系委员会的听证会。蓬佩奥大篇幅介绍他如何让其他国家了解“中国威胁”，并坚称“形势正在转变”。不过，当被共和党参议员罗姆尼，问到怎么看待53个国家支持香港国安法时，蓬佩奥承认，他感到“吃惊和失望”。路透社称，蓬佩奥认为，鉴于中国的经济实力，组建国际联盟的难度很大。
2020年8月7日，美國財政部宣佈制裁11名来自中國大陆及香港的官員，包括香港行政長官林鄭月娥、香港中联办主任兼国家安全顾问骆惠宁、行政长官办公室主任兼国安委秘书长陳國基、律政司司长郑若骅、保安局局长李家超、政制及内地事务局局长曾国卫、香港警务处处长邓炳强、香港警务处前处长盧偉聰、全国政协副主席兼国务院港澳办主任夏宝龙、国务院港澳办副主任张晓明、中央驻港国安公署署长郑雁雄。美國國務卿蓬佩奧指控受制裁的官員須為侵蝕香港自治負責。8月10日，中國方面表示即日起对在涉港问题上表现恶劣的美国参议院参议员魯比奧、克鲁兹、霍利、科顿、图米，美国众议院众议员克里斯·史密斯，以及美国国家民主基金会总裁格什曼、美国国际事务民主协会总裁米德伟、美国国际共和研究所总裁特温宁、人权观察执行主席罗斯、自由之家总裁阿布拉莫维茨实施制裁。當月，特朗普表示，中美经济有可能脱钩，美國没必要和中国做生意。
2020年9月1日，北得克薩斯大學宣布驅逐中華人民共和國留學該校的公費研究生，此舉招致中國外交部發言人華春莹的批評。9月2日，美国国务院发表声明，要求中国驻美高级外交官访问美高校和会见美地方政府官员、中国驻美使领馆在馆外举办50人以上的文化活动均须报美国國务院审批。中國方面則对美驻华使领馆包括美驻香港总领馆及其人员的活动采取对等限制。9月9日，美国國務院宣佈已取消1,000多名中国公民的美国签证。同樣在9月初，中国政府已停止为驻華美國媒體记者续签记者证。
美國駐華大使布蘭斯塔德在2020年9月投書《人民日報》被拒，隨後美國政府公開批評「如果中國想成為一個成熟的大國，習近平總書記的政府就會尊重西方外交官直接與中國人民對話的權利，允許外國記者回到中國，停止恐嚇和騷擾調查記者。中國拒絕這樣做，表明未經選舉的統治集團多麼害怕他們自己的人民有自由思想」。
2020年10月1日，美国共和党联邦众议员佩里提案，打算将中国共产党定性为“跨国犯罪集团”，并对其进行起诉和惩罚。巧合的是，当天美国总统川普感染冠状病毒。
2020年10月21日，美國國務院將《一财全球》、《解放日报》、《新民晚报》、《中国社会科学报》、《北京周报》和《经济日报》列為外國使團。10月26日，中國則要求六家美国媒体在一周内就其在中国境内的运作进行汇报。11月12日，特朗普政府下令禁止美国投资者对中国军方拥有或控制的企业进行投资。12月2日，川普政府決定縮減中國共產黨黨員及其直系親屬赴美旅行期限，將中共黨員簽證有效期限從10年縮短至1個月。12月3日，美国国防部認定四家中资公司中芯国际、中国海洋石油、中国建设科技集团股份有限公司和中国国际工程咨询有限公司为中国军方拥有或控制的公司，中国共有35家企业被列入“中国军方企业”名单。這些企業將從紐交所退市。12月4日，美国国务卿蓬佩奧宣布终止5项美中交流计划，分別為政策制定人士中国教育旅行计划、美中友谊计划、美中领导者交流计划、美中跨太平洋交流计划以及香港教育与文化计划，此外還對使用或威胁使用恐吓胁迫手段的中共中央统战部人士实施签证限制。2020年12月21日，美国商务部將中芯国际、大疆等58家中国企业以及45家俄羅斯企業列入出口管制實體清單。
2021年1月5日，美國总统特朗普签署行政命令，禁止与包括支付宝以及微信支付等在內的八个中国软件应用程序进行交易。1月14日，特朗普政府再將中海油、小米等9家中國公司列入与中國人民解放軍有联系的黑名单。
2021年1月17日，美国副总统彭斯公开呼吁当选总统拜登对中国永远保持警觉。
2021年1月19日，蓬佩奧公开称中国共产党领导下的中国政府对维吾尔人犯下“种族灭绝罪与反人类罪”，蓬佩奥的继任者布林肯同意蓬佩奥的说法。
2021年1月21日，中国外交部发言人華春瑩宣布中方对川普政府国务卿蓬佩奥等28人实施制裁。拜登政府国家安全委员会发言人霍恩在给路透社的一份声明中批评中国制裁前特朗普政府官员的举动是「毫无成效和愤世嫉俗」，敦促美国参众两院谴责这一行动。中国外交部发言人华春莹回应指，中方实施制裁“是对这些人在涉华问题上严重侵犯中国主权安全发展利益的错误行径作出的回应，是完全正当和必要的”。
2021年2月11日，拜登上任总统后首次和习近平通话。两国元首就中国牛年春节相互拜年，并就双边关系和重大国际及地区问题深入交换意见。拜登在通话中强调自己的首要工作是保护美国人民的安全、健康和生活方式，同时保持印太地区自由开放。拜登又向习近平表达对中国当局在香港的镇压、在新疆侵犯人权的行为和对台湾等地越来越强硬的态度的关注。习近平表示，中美两国合则两利、斗则俱伤，合作是双方唯一正确选择。台湾、香港和新疆等问题都是中国内政，事关中国主权和领土完整，美方应该尊重中国的核心利益，慎重行事。
2021年3月12日，美国联邦通信委员会將华为、中興通訊、海能達、海康威視和大華股份列為威脅美國國家安全的电讯设备企业黑名單。
2021年3月18日至19日，中共中央政治局委员兼中央外事工作委员会办公室主任杨洁篪、国务委员兼外交部长王毅與美国国务卿布林肯、总统国家安全事务助理沙利文在安克雷奇举行中美高层战略对话。這是拜登政府時期兩國之间首次高层面对面接触。而此次對話火藥味十足，被華盛頓郵報評論為「拜登政府首次領教到中國戰狼外交作風」。
2021年4月28日，拜登在上任美國總統100天前夕，到國會發表約65分鐘的演講，其間多次提及中國的威脅，他稱習近平等獨裁者認為在21世紀民主制度不敵專制主義，拜登表明會維護美國利益，應對中國的挑戰。拜登在演說中強調專制不會贏得未來，未來屬於美國。
2021年5月4日，布林肯在接受《金融時報》專訪時說，美國不是要遏制中國，但是中國政府正變得對內越來越壓制、對外越來越咄咄逼人，美國與盟友要捍衛基於規則的國際秩序。布林肯又否認中美正進行「新冷戰」的説法。6月，拜登签署行政命令，将包括华为、中芯国际、中国航天科技集团等59家中国企业列入投资“黑名单”，禁止美国人与这些中国公司进行投资交易。2021年6月23日，美国限制对五家中国实体實施出口。
2021年7月，拜登政府以中国打压香港自由為由发布香港商业警示并对7名香港中联办副主任进行金融制裁。7月23日，中国外交部宣布对包括前美国商务部长罗斯在内的7个人和实体实施制裁。
2021年7月26日，中国国务委员兼外长王毅在天津会见美国常务副国务卿舍曼时，就如何有效管控分歧、防止中美关系失控明确三条底线：“第一，美国不得挑战、诋毁甚至试图颠覆中国特色社会主义道路和制度。第二，美国不得试图阻挠甚至打断中国的发展进程。第三，美国不得侵犯中国国家主权，更不能破坏中国领土完整。”中國在会谈中向美國提出一份是要求美國纠正其错误对华政策和言行的清单与一份是中國关切的重点个案清单：在纠错清单里，中方敦促美方无条件撤销对中共党员及家属的签证限制，撤销对中方领导人、官员、政府部门的制裁，撤销对孟晚舟的引渡等；中方关切的重点个案清单包括中国部分留学生赴美签证遭拒、中国公民在美遭受不公正待遇、美不法分子滋扰、冲撞中国驻美使领馆等。
2021年7月28日，秦刚赴美履新，担任第11任中国驻美大使。
2021年10月6日，中央外办主任杨洁篪与美国国家安全顾问苏利文于当地时间周三（6日）在瑞士苏黎世会晤。美方强调要确保两国之间的竞争是负责任的，中方则反对以“竞争”来定义中美关系。
2021年11月4日，中国石化和美国维吉液化天然气公司共同签署了为期20年，400万吨/年的液化天然气长期购销协议。截至協議簽訂時，該協議這是中美最大规模液化天然气协议。
2021年11月16日，美國總統拜登和中國領導人習近平展開視訊會談，拜登表示，中美雙方有責任確保美中關係不轉向公開衝突。習近平表示，中美必須加強溝通和合作。習近平強調，中國倡導和平、發展、公平、正義、民主、自由的全人類共同價值；搞意識形態劃線、陣營分割、集團對抗，結局必然是世界遭殃；冷戰的惡果殷鑒不遠；希望美方把不打「新冷戰」表態落到實處。同時雙方就記者簽證问题达成一些共识。其中，美方承诺为中国记者颁发一年多次入境签证，并将立即启动国内程序解决中国记者签证停留期问题。中方也同意给予美国驻华媒体记者同等的签证和停留期待遇。
2021年12月21日，中国外交部宣佈禁止四名美国人进入中国大陆及香港和澳门，此舉為美國就新疆問題制裁中方人員的中國反制措施。
2022年2月17日，美国贸易代表办公室发布2021年美国最新恶名市场名单，首次将阿里速卖通和微信列入其中。此前已上榜多次的拼多多、淘宝、百度网盘、敦煌网等今年依然名列其中。名单总共列出了42个在线市场和35个实体市场，其中涉及中国大陆的包括微信、淘宝等6个在线市场，福建莆田安福批发市场、深圳华强北电子产品商业带、浙江义乌国际商贸城客运中心等9个实体市场。报告认为这些市场从事或为大量假冒商标或盗版版权提供便利。
2022年上半年，多次传出美国众议院议长佩洛西计划访台的消息，中国政府对此表示不满。中国国防部警告，如果佩洛西访台，中国人民解放军将“采取强有力的措施”。
2022年7月9日，国务委员兼外长王毅在巴厘岛出席二十国集团外长会后同美国国务卿布林肯举行会晤，会谈持续五小时。会谈中，中方向美方提出四份清单：要求美纠正错误对华政策和言行的清单、中方关切的重点个案清单、中方重点关切的涉华法案清单、中美8个领域合作清单，希望美方切实认真对待。
2022年7月28日，习近平與拜登通電話，內容包括台灣問題。7月29日，佩洛西率团启程出访亚洲，美國眾議院最初公佈的亞洲訪問行程不包括外界盛傳會出訪的台灣，但眾議院議長佩洛西仍在8月2日正式訪問台灣，是1997年後訪問台灣層級最高的美國政治人物。8月5日，中国外交部宣布对佩洛西及其直系亲属采取制裁措施并对美国采取八项反制措施。
2022年8月26日，中国证监会、财政部与美国公众公司会计监督委员签署审计监管合作协议。
2022年8月31日，美国政府向英伟达和AMD下达出口许可要求，要求這些公司暫停向中国出口AI芯片。
2022年9月，中国政府以美國出售武器給台灣為由决定制裁雷神技术公司及波音防务公司CEO。9月20日，美国联邦通信委员会将中资电信企业太平洋网络有限公司及其全资子公司信通以及中国联通美洲公司列入“威胁国家安全名单”。
2022年10月7日，美國將長江存儲等31家中國企業列入未經核實清單中，同時美國商務部限制美國公民、永久居民及企業為部分中國晶片製造商提供技術支援，並限制美國公民和永久居民在部分中國晶片製造商任職。隨即美国芯片设备供应商暂停在长江存储的业务活动。數百名美籍員工從中國晶片廠商離職。艾司摩爾要求美國員工停止為中國客戶提供服務。美国拜登政府還要求日本等同盟国與美國一樣对华實施尖端半导体出口管制。
2022年11月14日，二十国集团巴厘岛峰会前夕，习近平与拜登进行九年来的首次会面，也是习近平再次连任中国共产党中央委员会总书记，进入最高领导人第三任期后两人首次会谈。
2023年1月26日，美国国务院和财政部以“在俄乌战争中为俄罗斯公司提供卫星图像援助”为由，对中国首家运营SAR遥感卫星的商业公司——长沙天仪空间科技研究院有限公司实施制裁。随后，天仪对美方的指控予以否认。1月27日，在美國的要求下，荷兰与日本同意与美国一道禁止向中国出口部分最尖端的设备。
2023年2月2日，美国国防部官员公开表示在蒙大拿州上空监测到中国的间谍气球，最终在南卡罗来纳州瑟夫赛德海滩临近海域上空将其击落。之后美国国务院宣布布林肯下周初的访华行程取消。对此，中国外交部表示气球表示为中国的民用无人飞艇，用于气象等科研目的，因西风带影响偏离预定航线，对于击落事件表示强烈不满和抗议。2月7日，美国总统拜登在国情咨文表示，美国寻求与中国竞争而非冲突，但如果中国威胁美国主权，美國将采取行动保护国家。
2023年2月16日，中国商务部发布公告，决定将参与对台军售的洛克希德·马丁公司、雷神导弹与防务公司列入不可靠实体清单，并采取以下处理措施：禁止上述企业从事与中国有关的进出口活动；禁止上述企业在中国境内新增投资；禁止上述企业高级管理人员入境。
2023年2月28日，美国商务部表示，获得美国联邦资金的芯片公司，在10年内将被限制在中国扩大产能。
2023年4月11日，中國外交部發言人默認中方已冻结与美方的高层外交接触。
2023年4月14日，美国政府宣布对涉芬太尼化学前体的中国企业和公民进行起诉和制裁。中国外交部发言人汪文斌表示强烈谴责，称已就此向美方提出严正交涉。
2023年4月16日，美“米利厄斯”号导弹驱逐舰过航台湾海峡。中国人民解放军东部战区组织兵力对美舰过航行动全程跟监警戒。
2023年4月17日，纽约检方逮捕两名美籍华人，称其在美国恐吓居住在美国的中国异见人士，被控密谋担任中国政府代理人和妨碍司法公正。法庭文件称，曼哈顿的中国“海外警务站”由中国公安部下属的福州市公安局监管。检察官办公室同日指控44名被告犯有与参与中华人民共和国国家警察、也就是公安部跨国镇压的各项罪行，其中40人是公安部警察，两人是网信办官员。18日，外交部发言人汪文斌在记者发布会上谴责了这一做法，指为政治操弄。4月28日，中国公安部发布通报，就“起诉40名公安民警等中国政府官员”向美司法部、联邦调查局驻京代表提出严正交涉和强烈抗议。
2023年4月19日，美国财政部海外资产控制办公室（OFAC）发公告，将4家中国电子元器件公司纳入“特别指定国民清单”（SDN），对这些公司进行金融制裁。上述公司均为位于香港或深圳的电子元件分销公司。OFAC称，正在处理一个分销网络，该网络支持了伊朗采购电子元件用于军事项目，包括用于无人机的电子元件。OFAC称，这次行动目标是美国制裁的伊朗实体PASNA，以及该实体在伊朗、马来西亚、中国香港和中国内地的前台公司和供应商。
2023年4月27日，美国国家安全顾问沙利文表示美國對華追求的是去风险，而不是脱钩。這一外交主張得到美國財長耶倫的支持，後者同樣主張對華去風險而不是脫鉤。
有报道提到，2023年5月初，中央情报局局长伯恩斯秘密到访中国，与中国相应部门的官员会晤，被认为是在中美高层沟通不畅的情况下，拜登政府派遣其最信赖的高层官员访问中国，是美国政府对中美关系急剧恶化的严重关切。
2023年5月22日，中国政府要求处理关键信息的中国公司停止购买美国半导体企业美光的产品。
2023年5月25日，中国商务部长王文涛与美国商务部长雷蒙多在华盛顿会晤，是美国总统拜登执政以来，两国首次在华盛顿举行的内阁级会晤。会后两国同意建立沟通渠道，就具体经贸关切和合作事项保持和加强交流。
2023年6月5日，美国国务院亚太事务助理国务卿康达和白宫国家安全会议中国事务高级主任贝莎兰访问中国并受到中国外交部副部长马朝旭和美大司司长杨涛的会见。
2023年6月18日至19日，美国国务卿布林肯到访中国，是五年来首位到访中国的美国国务卿。期间布林肯在北京先后会见了秦刚、王毅、习近平。其中，布林肯与秦刚会谈进行了五个半小时，其后美国国务院会谈后的新闻稿则称，布林肯同秦刚进行了“坦诚、实质性和建设性的会谈”。隨後，美國總統拜登公開稱中国气球飞越北美事件让习近平这位「獨裁者」非常难堪，引起中方強烈不滿。
2023年7月6日至9日，美国财政部长耶倫访问中国，期间会见了国务院总理李强、副总理何立峰、中央财经委员会办公室主任刘鹤、人民银行行长易纲。结束访问前，耶伦在北京召开新闻发布会，对这次会晤为“‘直接的且富有成效’，有助于稳定两国关系，同时她再次重申，美国不寻求与中国经济‘脱钩’”，与中国新一届经济团队建立和深化关系，减少误解风险，并为未来两国在气候变化、债务危机等合作铺路。在耶伦到访之前的7月3日，中国商务部和海关总署宣布2023年8月1日起对镓、锗相关物项基于国家安全理由实施出口管制，尽管声明强调并没有针对特定国家，但普遍认为是针对美国及盟友对中国限制芯片出口的反击。
2023年8月9日，美國財政部發布禁令，禁止美國風投和私募股權投資公司投資敏感的中國技術（半導體、人工智能（AI）或量子計算）企業，並要求就其他投資告知美國政府。
2023年8月10日，美国交通部发布通告，批准中国航空公司可进一步增加中美直飞航班。自9月1日起，允许中方航司每周执行18对中美直飞往返客运航班，并自10月29日起增加至每周24对。路透社称，在中美贸易战下，此消息表明中美两国间出现“罕见的合作迹象”。同日，中国文旅部宣布第三批恢复中国公民出境旅游目的地名单，其中包括美国。雷蒙多表示，这项最新发展“是美国商务部官员与中国政府代表之间持续接触的结果”，形容“这是美国商务部和中华人民共和国文化和旅游部之间数月辛勤工作的结晶”。8月，美國将27家中国实体移出出口管制“未经验证清单”。
2023年8月27日至30日，雷蒙多访问中国大陆，期间雷蒙多先后会见中国商务部部长王文涛、中国国务院副总理何立峰、中国国务院总理李强和中国文旅部部长胡和平。访问期间雷蒙多向中方表示美国并不寻求切断与中国的经济联系，并就在华经营的美国企业面临的各种挑战向中方提出交涉，雷蒙多称因在华投资面临的风险让美国商界将中国描述为“不适合投资”，而中国方面则要求美国减少对先进技术的出口管制，并撤销拜登政府发布的禁止美国企业和资本向中国半导体、量子计算机和人工智能应用进行新投资的行政命令。不过双方同意在2024年初在中国举办一次促进旅游发展的会议，同时两国建立商业问题和技术出口管制对话机制。在其访华期间，适逢华为突然无新品发布会下发售Mate 60系列手机，经过技术分析，被认为是基于美国限制技术获得的7纳米制程芯片制造，被认为是对美国对华为实施技术限制下的突破，其本人也被中国大陆网民讽刺为为华为代表，之后雷蒙多回应认为没有证据表示华为有大量生产先进芯片的能力。
2023年9月23日，中美两国成立由中美两国财政部副部长级官员负责的“经济工作组”和由中国人民银行与美国财政部副部长级官员负责的“金融工作组“。两个工作组将定期、不定期举行会议，以保持两国之间在经济和金融领域的政策沟通。
2023年10月7日，美国参议院多数党领袖舒默率领由三名民主党参议员和三名共和党参议员所组成的美国国会议员代表团对中国进行访问，这是自2019年来首次有美国国会议员访问中国。在前一天（10月6日），美国商务部将42家中国企业列入实体清单，指责其“支持俄罗斯军事和国防工业基础”，中国商务部表示坚决反对。10月9日，美国参议院代表团会晤了习近平。
2023年10月17日，拜登政府決定把对中国出口尖端半导体的管制扩大至位於约45个国家和世界各地的中国企业子公司，而且還计划停止向中国出口由英伟达等公司设计的更先进的用于人工智能技术的芯片，具体规格为300 teraflop（即每秒可计算3亿次运算）及以上的数据中心芯片，或者芯片的性能密度达到或超过每平方毫米370 gigaflop，速度在150到300 teraflop之间的芯片。同时将中国芯片制造商摩尔线程和壁仞科技列入实体清单。
2023年10月24日，中美经济工作组举行第一次会议。会议以视频方式举行。
2023年10月26日至28日，应美国国务卿布林肯的邀请，中共中央政治局委员、中央外事办主任、外长王毅访美三天，期间会见了美国总统拜登、国务卿布林肯、白宫国家安全事务助理沙利文，双方同意推进在下个月的旧金山APEC會議双方国家元首实现会面。
2023年10月23日至29日，美国加利福尼亚州州长纽森访问中国，是2020年以来第一个访问中国的美国州长，期间会见了国家主席习近平、国家副主席韩正、外交部长王毅等。
2023年11月6日，中国外交部军控司司长孙晓波与美国国务院主管军控事务的助理国务卿斯图尔特在美国华盛顿进行军控与防扩散磋商。这是中美两国政府自奥巴马政府以来首次进行专门军控会谈。
2023年11月9日，中国国务院副总理何立峰和美国财政部长耶伦在旧金山进行为期两天的会谈。会谈讨论中美经济冲突问题及为中美两国领导人会晤做准备。
2023年11月15日，中华人民共和国领导人习近平与美国总统拜登在APEC峰会期间举行双边会谈。会谈后两国宣布重启两国军方的沟通渠道，扩大两国在教育、留学生、青年、文化、体育和工商界等领域的交流，双方还同意进行《中美科技合作协定》续签磋商，决定在2024年初大幅增加中国和美国的直航航班，宣布成立中美禁毒合作工作组。。拜登在兩人會面後的記者會上再次重申習近平是一名獨裁者，源於共產黨統治下的一人體制。在台海问题方面，习近平则表示：“中国终将统一，也必然统一。”同时否认中国有攻打台湾的计划，拜登则表示美国坚持“一个中国政策。”并强调“台海和平与稳定的重要性。”
2023年11月16日，美国宣布解除对中国公安部物证鉴定中心的制裁，以推进两国联手打击芬太尼产销。在2020年5月，美国曾以机构侵犯维吾尔人和其他少数民族权利为由，将中国公安部物证鉴定中心列入出口管制实体清单。
2023年12月，美國國會參眾兩院通過的《國防授權法案》將中國大陸（包括港澳）列為「海外敵對勢力」。
2023年12月21日，美国参谋长联席会议主席查尔斯·布朗上将与中国中央军委联合参谋部参谋长刘振立上将进行视频通话。
2024年3月25日，美国宣布对与中国政府有关的一家公司和两名个人实施制裁，美國指控他们从事了一系列针对英国选举监督机构以及美英两国议员的恶意网络活动。
2024年3月27日，中共中央总书记、国家主席习近平在北京会见美中关系全国委员会董事会主席格林伯格、黑石集团董事长兼首席执行官苏世民、高通公司总裁兼首席执行官安蒙、哈佛大学肯尼迪政府学院创始院长艾利森、美中贸易全国委员会会长艾伦等美国工商界和战略学术界访华代表。
2024年4月3日，美国总统拜登和中共中央总书记、国家主席习近平进行通话，通话涉及打击毒品、中东冲突、朝鲜核问题、俄乌战争、台湾问题、双边贸易、TikTok等内容。
2024年4月5日，中美商贸工作组第一次副部长级会议在美国旧金山举行，会议由中国商务部副部长、中国国际贸易谈判代表王受文与美国商务部副部长拉戈共同主持。
2024年4月4日至9日，美国财政部长珍妮特·耶倫再次访问中国，这是耶伦一年内的第二次访华活动，4日、耶伦第一站先访问了广东省省会广州市，并在广州与中国国务院副总理何立峰举行会谈，广州白天鹅宾馆共进了工作晚餐，随后乘船游览珠江。6日，珍妮特·耶伦乘机抵达北京，在北京期间分别会见中共中央政治局常委、国务院总理李强，中国财政部部长蓝佛安，中国人民银行行长潘功勝等人。访华期间珍妮特·耶伦向中国传达了美国政府对中国新能源产品“产能过剩”的关切，同时强调反对中美“脱钩”。
2024年4月24日至26日，应中共中央政治局委员、外交部长王毅邀请，美国国务卿安東尼·布林肯访问中国，24日抵达上海，25日在纽约大学上海校区与学生们进行交流，并会见了在华企业的主管；26日会见了外交部长王毅、中共中央总书记习近平。报道认为中美关系虽然仍保持接触，但能合作的方面正在减少，在基本战略问题上对改变对方不抱什么希望，双方关系处于稳步恶化的情况；双方在全面交换意见基础上，形成了五点共识。，《纽约时报》称沙利文访华可能是为拜登卸任前与习近平最后一次会面做准备。
2024年12月13日，中美两国政府代表在北京换文签署《关于修订和延长两国政府科学技术合作协定的议定书》，将《中美科技合作协定》自2024年8月27日起延期5年。12月25日，《人民日报》《环球时报》联合发起“中美友好合作故事”作品征集活动。
2025年1月15日，马尔科·卢比奥在美国国务卿确认听证会上发表讲话，称中国以牺牲美国为代价，用谎言和欺骗的方式成为超级大国。演讲稿内容提及“我们先前欢迎中国共产党融入这个全球秩序。他们占尽了由此带来的所有好处，但无视了所有的义务和责任。相反，他们通过撒谎、蒙骗、侵入网络、实施偷窃，以牺牲我们为代价，取得了全球超级大国的地位。” 随后卢比奥获美国参议院全体参议员一致批准，成为美国第72任及首位被中华人民共和国制裁的国务卿。
2025年6月，美中在伦敦经贸磋商達成共識，中方允許稀土磁铁出口至美国公司，而美方允許中国留学生獲取签证。不過美國對華55%的關稅保持不變。

## 政治

### 台湾问题
1949年至1979年之间，美国承認位于台湾的中华民国政府为「中国」的代表。1979年1月1日美國與中華民國斷交，同时美國承認中華人民共和國。随后中国国务院副总理邓小平访美，開啟了兩國高級別的交流。美国在三个联合公报（1972年、1979年、1982年）中均强调坚持一个中国原则。中方多次表示，台湾问题是中美关系中最重要最敏感的核心问题，恪守中美三个联合公报的原则，妥善处理台湾问题是中美关系健康、稳定发展的关键。
雖然中华人民共和国方面表示期望以和平方式解決「臺灣問題」，但是並不放棄使用武力解决台湾问题。宣称必要時不排除發動戰爭，以武力解放臺灣。中华人民共和国《反分裂国家法》第8条也明确规定出现以下3种情况，可以使用武力手段解决台湾问题，分别是：1.台湾从中国分裂出去的事实；2.发生将会导致台湾从中国分裂出去的重大事变；3.和平统一的可能性完全丧失。因此美國國防部每年向美國國會遞交的《中國軍力報告》通常都會將中國武力攻台的可能性納入觀察重點之一。美国的官方政策是通过與臺湾的《臺湾关系法》与中華人民共和國的三个联合公报，而構成美國自身的一个中国政策，此一个中國即為中華人民共和國。然而美方雖未正式承認中華民國，但亦根據《臺灣關係法》，美國對臺軍售出口大批武器給中華民國，以作為防禦中華人民共和國之用。在美國有不少支持中華民國的聲音，主要是由于臺湾岛处于第一岛链关键位置，对于美国在太平洋地区有極高的戰略利益。

### 战略定位
1984年，中国国务院总理赵紫阳访问美国，是首位访美的中国政府首脑。1985年，中国国家主席李先念对美国进行国事访问，成为首位访美的中国国家元首。中共中央总书记兼中国国家主席江泽民分别于1997年、2002年访美，是首位访美的中国最高领导人。而美国总统也曾多次访华。从尼克松访华到奥巴马的总统任期，美国奉行“接触政策”。中美关系总体保持稳定发展，双方在政治、经济、军事、人文交流与地方合作以及国际事务等领域展开了广泛交流与合作。中华人民共和国政府的目的是使中国发展成为一个在中国共产党领导下富裕、强大、统一的国家；而美国的目的是建立一个以美国为首的国际格局。因此，即使中国大陆实现改革开放，美国从中得利，但中国共产党统治下的社会主义制度依然存在。当时，两国关系十分复杂，既非完全的敌人又非正式的伙伴，敌对与合作并存。多数人认为中美两国在历史上没有领土争议的包袱，美国在科技上具有全球领先地位，但政治上等原因对彼此的不同看法，总体讲，是合作多于冲突，共同利益远大于彼此分歧。
2011年的《中美联合声明》确认中美双方将共同努力，建设互相尊重、互利共赢的中美合作伙伴关系，是中美双方对中美关系的新定位和表述。2012年5月，在北京召开的中美战略与经济对话期间，双方将构建中美“新型大国关系”作为主题，这一概念被高调推出。
中美两国分别在1997年10月江泽民访美期间，2009年11月奥巴马访华期间，以及2011年1月胡锦涛访美期间发表过三份联合声明。联合声明反映了同时期中美两国关系的基调。
奥巴马担任美国总统期间，中國將兩國關係稱為“建設性戰略伙伴關係”，而中美两国则被部分西方学者称為两国集团（G2）或中美國。当时中美在安全领域的共同利益主要指防止核扩散、全球反恐合作、维护地区稳定和避免臺海冲突等方面。
2017年以来，美国对中国在印太地区的势力扩张开始进行反制，美国国家安全报告将中华人民共和国视为美国的最大竞争对手，开始运用“全政府”模式开展对华战略竞争，中美关系恶化到双方建交以来的最低点。

## 军事

### 冲突

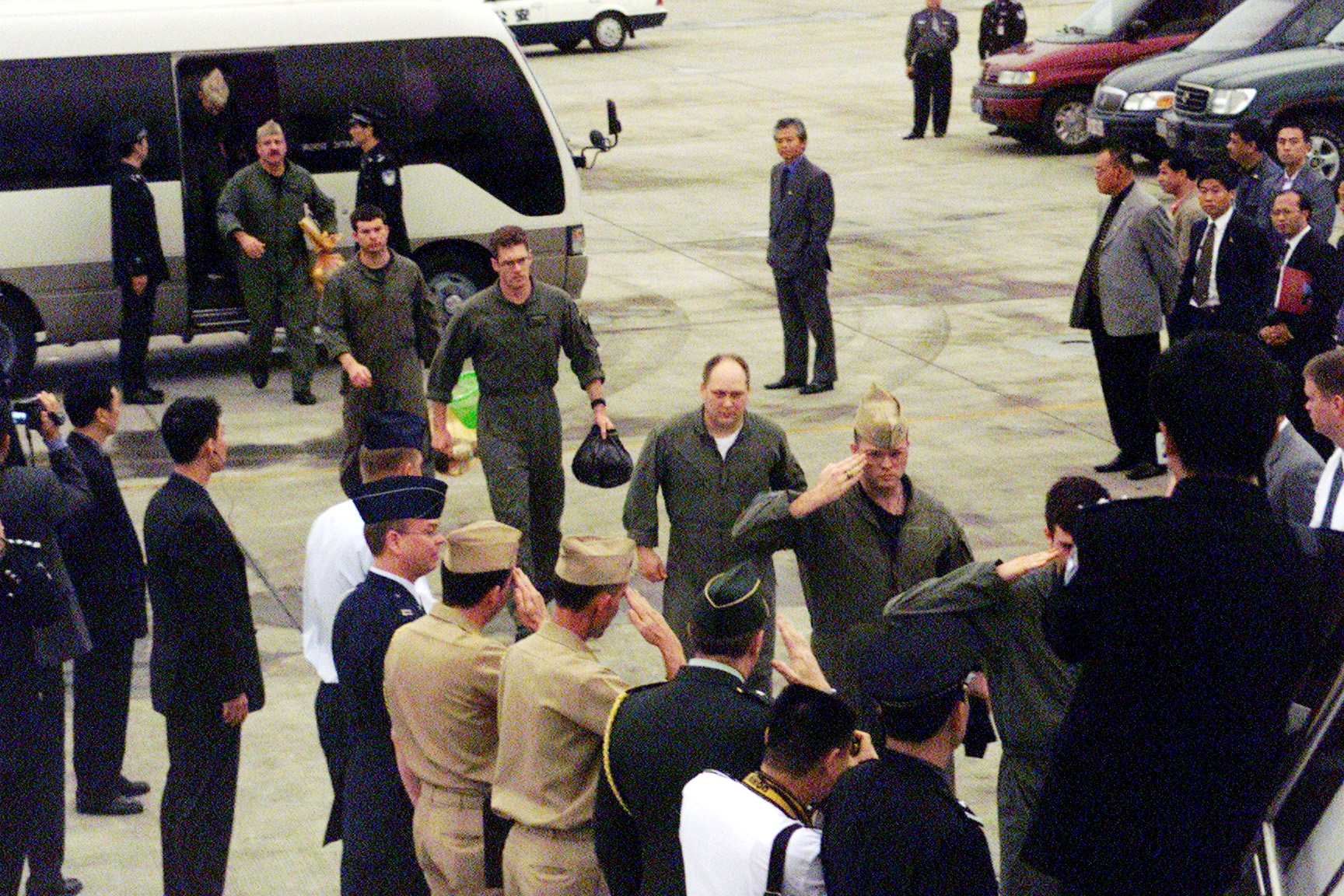
中美撞機事件的EP-3機員離開海口。

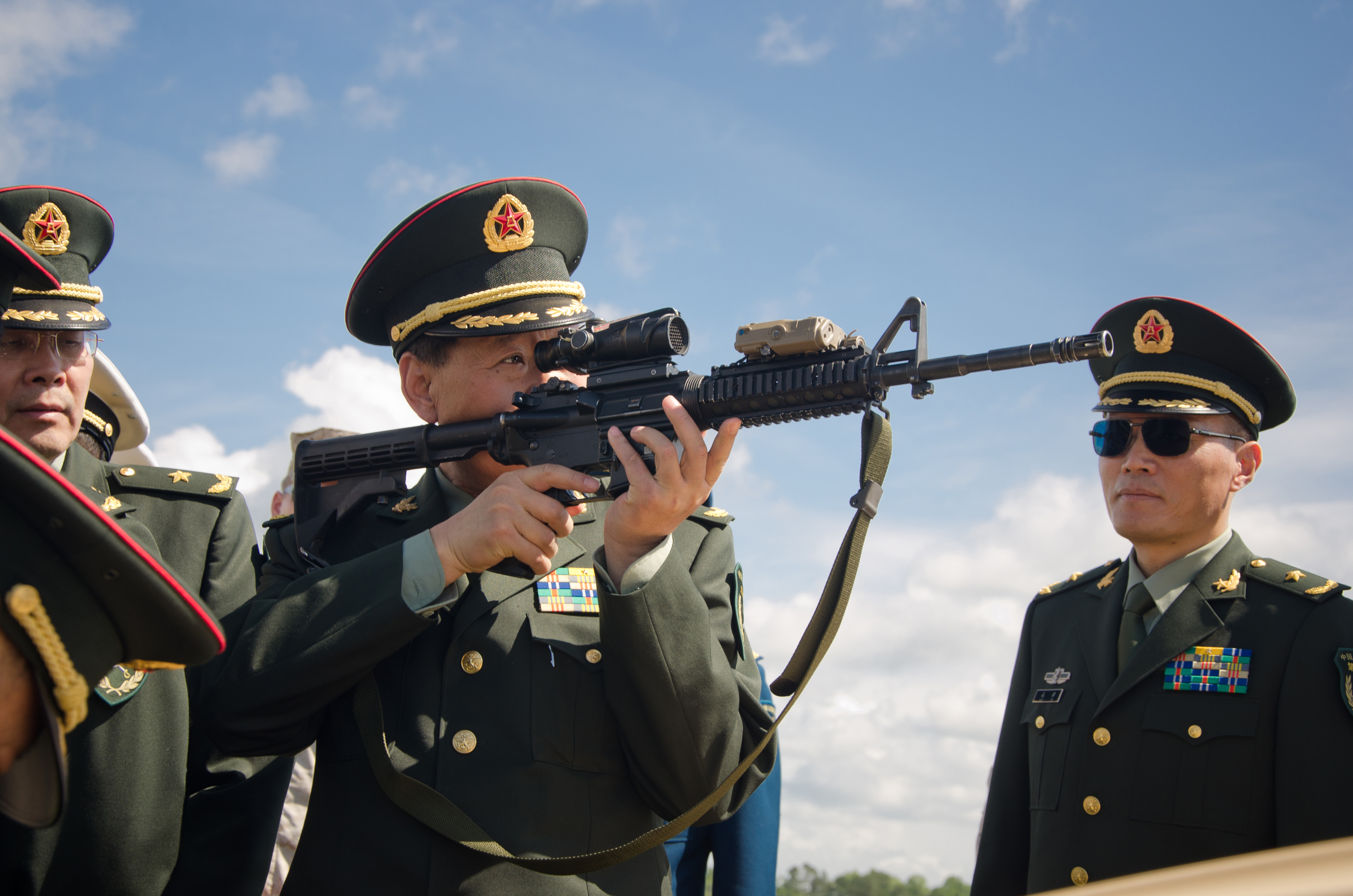
2012中國國防部部長梁光烈訪美時使用M4步槍並登上魚鷹直升機

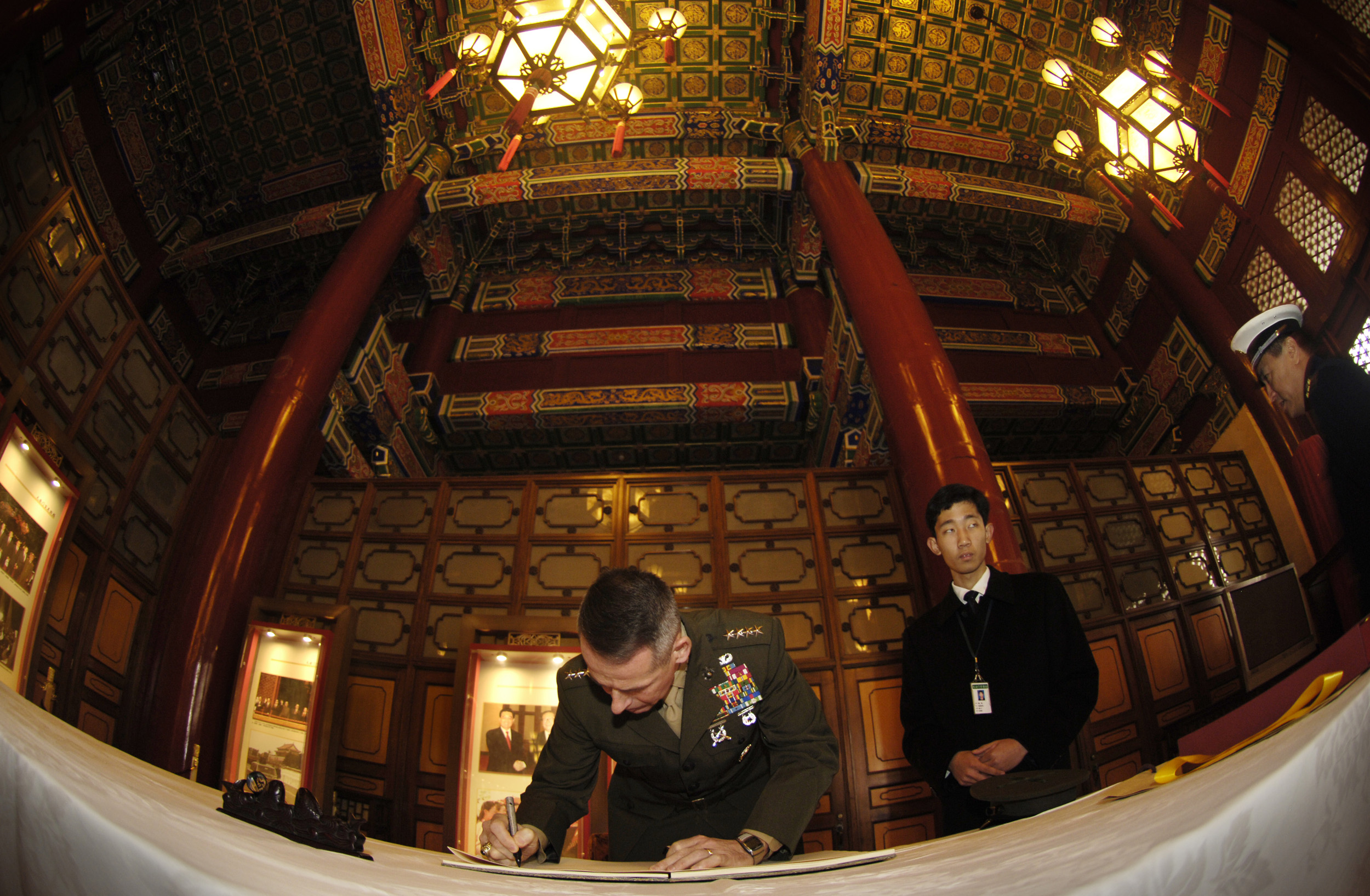
2007年參謀聯席會主席彼得佩斯訪華，於紫禁城訪客單留下簽名。

中美两军在朝鮮戰爭和越南战争期间曾互为对手。朝鮮戰爭期間，美國總統杜魯門派遣第七艦隊巡邏臺灣海峽，並且美軍直接進駐台灣，成立了美軍協防台灣司令部與美軍顧問團，以防解放军“解放臺湾”或国军“反攻大陸”。1979年后，两国在部分地区有所交锋，但也保持交流合作。1999年，美軍轟炸中國駐南斯拉夫聯盟使館事件使中美两军关系降到“冰点”。美国国会通过的《2000财年国防授权法》、《迪莱修正案》等限制美国军队的交流范围。2001年又发生中美撞機事件。2009年3月8日，美國海軍無瑕號在南中國海海域執行搜索監聽中國海軍潛艇任務時，與5艘中國籍船舶遭遇，其中兩艘艦艇向無瑕號逼近至不到8米，擋住無瑕號的去路，迫使無瑕號必須緊急下錨，防止艦艇對撞。中國船員还試圖破壞無瑕號拖曳的聲納陣列。2014年8月19日，美国海军一架P-8巡逻机飞抵海南岛以东220公里抵近侦察，中国海军航空兵一架歼-11B战机起飞对其进行例行性查证，引发中美双方口水战。2015年美軍F-18戰機降落臺南機場事件引发中方的抗議和憤怒，中華人民共和國外交部對美國聯邦政府展開交涉。不過美國表示此事件純屬意外，並再次強調一個中國的立場並不會改變。南海仲裁案之后，美国政府于2020年宣告中国对南海诸岛的一切主张非法无效，支持防卫菲律宾等盟国。至2024年7月25日，中方第八次參與俄羅斯「東京急行」行動期間，首次飛入美國阿拉斯加防空識別區，隨後被美國空軍及加拿大皇家空軍派出戰機攔截。

### 对话與聯繫

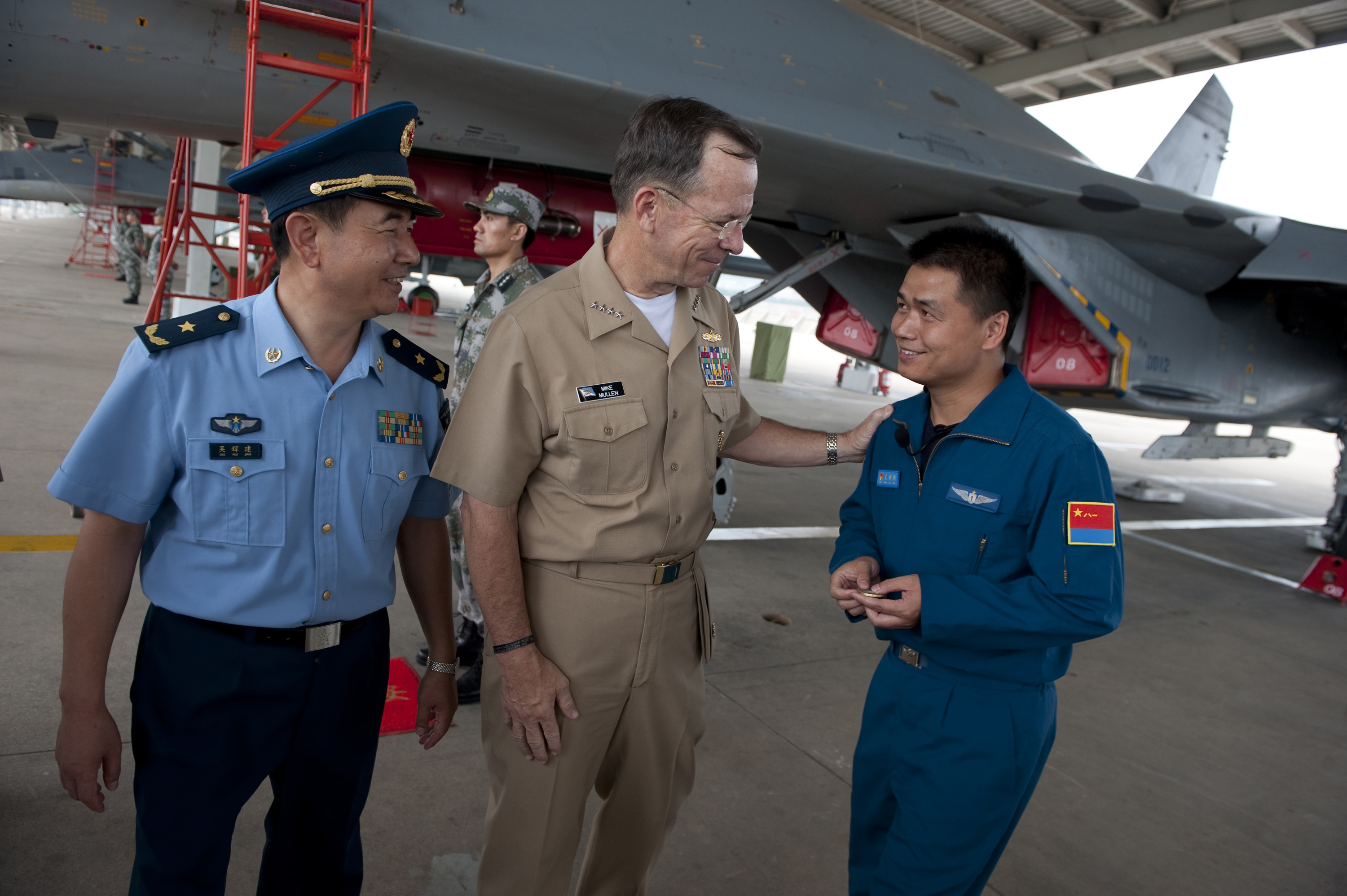
2011年美軍參謀長聯席會議主席马伦上將參觀殲11。

中美建交后两军机制性不断发展。1986年11月，美国第七舰队的三艘军舰访问青岛，这是美国舰队第一次访问中华人民共和国的港口，也是中美两军第一次大规模的面对面接触。1989年4月11日，中国海军鄭和號訓練艦由北海舰队司令马辛春中将率领访问了美国太平洋舰队的总部珍珠港，这是中国海军军舰第一次访美。一个月后，第七舰队旗舰“蓝岭”号等三艘军舰回访了上海。1997年“中美国防部防务磋商机制”建立，至今已举行十次防务磋商。中美两军还在海上军事安全磋商、人道主义救援与减灾和军事环保等方面建立了定期磋商机制。2005年10月拉姆斯菲尔德首次以美国防部长身份访华，访问中国人民解放军第二炮兵司令部，这是外國军隊领导人首次参观中国战略导弹部队。美军太平洋总部司令法伦在2005年9月和2006年5月两度访华，并首次邀请中华人民共和国代表团观摩美军关岛军事演习。2007年5月美军太平洋司令基廷访华，并参观了直接对台海作战的南京军区，在访问其间表示理解中国建造航空母舰的愿望，并愿意提供相关协助。2011年5月，时任中国人民解放军总参谋长陈炳德访美期间参观了美国最先进的F-22战斗机。2011年7月，美国参谋长联席会议主席马伦上将访问中国，参观了中国人民解放军陆海空三军和二炮基地。2013年9月，美国空军参谋长威尔士上将访华期间，参观了中国现役主力战机歼-10并坐进驾驶舱。2014年4月，美国时任防长哈格尔访华时，曾登上中国航母辽宁舰。2014年5月，解放军总参谋长房峰辉上将访美期间，曾参观“里根”号航母和“科罗拉多”号濒海战斗舰。2014年7月15日，美国海军作战部长格林纳特上将访华时曾走进中国海军总部，在旅顺海军基地还登上了中国海军最新服役的056型护卫舰580号大同舰和230号039B型潜艇进行参观。2015年6月，中央军委副主席范长龙上将访问美国，参观波音公司位于西雅图的1家工厂、3处美军基地以及“里根”号核动力航母。2015年10月，中国海军“郑和号”训练舰对美国进行了为期4天的友好访问，中方指挥员还参观了美海军夏威夷军区司令部。
2019年6月，美國國防部宣布在印太安全事務助理部長薛瑞福麾下新設「國防部中國副助理部長」職務，為美國國防部21個同級職位中唯一專責單一國家者。該職位的任務是作為美國國防部長在中國事務上的首席顧問，並發展、執行中國相關之國防政策、計畫、戰略及美中雙邊軍事關係。首位擔任該職者施燦得為前美國參謀長聯席會議參謀五處中蒙台國家主任、美國駐華大使館海軍陸戰隊武官。
2023年，根據白宮及中國官方公佈元首會晤的會議內容，美中同意重啟軍事高層溝通，以及美中國防部工作會晤、海上軍事安全磋商機制會議，並進行兩軍戰區領導通話等。

### 合作

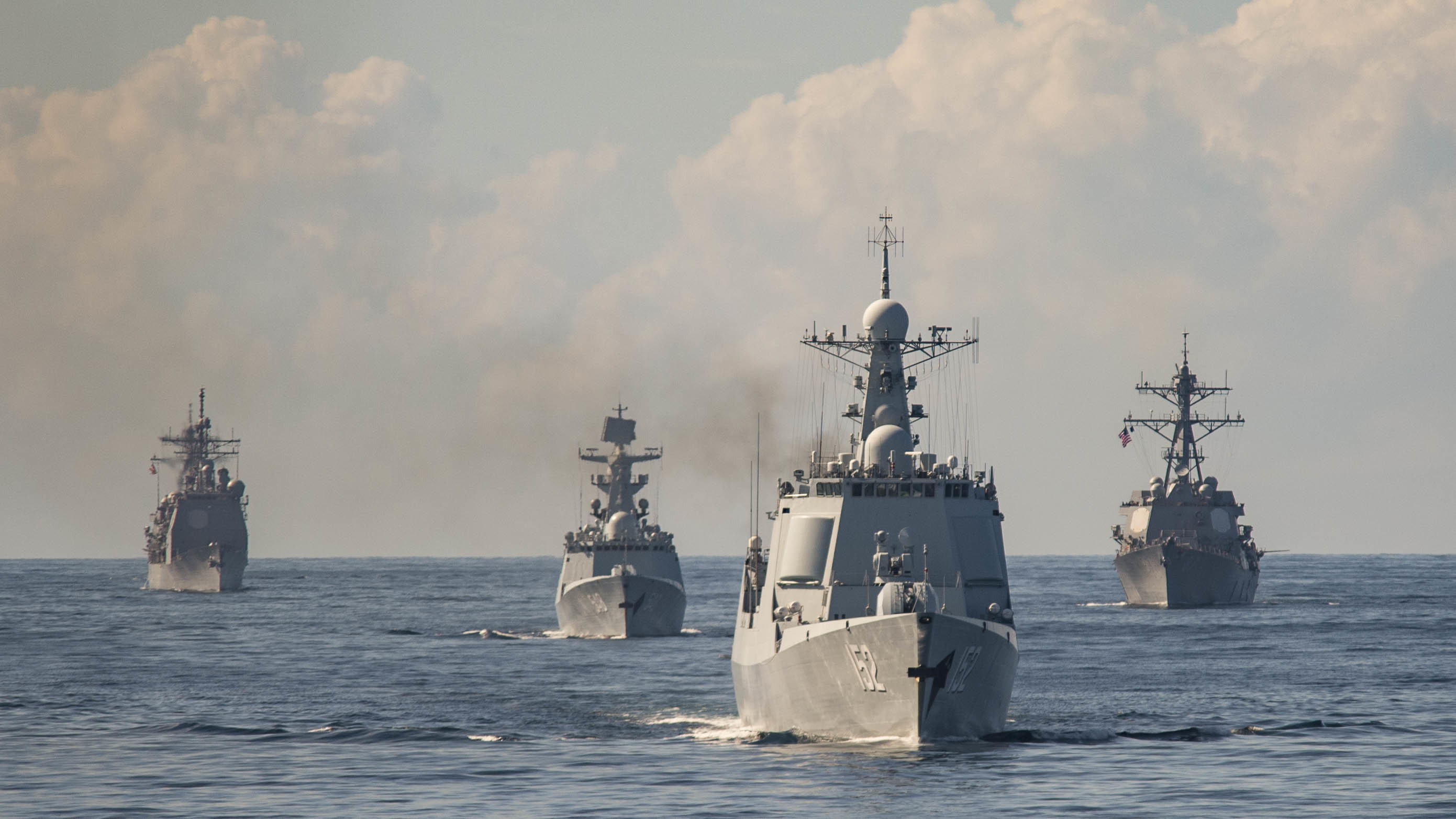
2015年中美軍艦聯合演習（052C型、054A型、伯克級、提康德羅加級）

1980年代，中國和美國有過軍事武器方面的合作，例如美國賣給中國24架黑鹰直升机以及舰艇动力LM2500燃气轮机，並计划对中国的歼8Ⅱ飞机进行改装，美國稱飛機改裝項目為「和平典範」，具體內容為美國向中國出售50套机载雷达及火控系统和5套备份、AIM-7M中距空空导弹，为歼-8Ⅱ换装F404发动机等。六四事件發生後，和平典範項目中止。2013年11月12日至14日，中美两军在夏威夷举行首次人道主义救援减灾联合实兵演练。这是中国军队首次派出实兵到美国举行演习。2014年6月，中国派出了“海口”号导弹驱逐舰、“岳阳”号导弹护卫舰、“千岛湖”号综合补给舰和“和平方舟”号医院船等组成中国海军水面舰艇编队分别从三亚市、舟山市军港起航，前往夏威夷珍珠港参加“环太平洋—2014”多国军事演习，这是中国首次参加这一类型的军事演习。2016年7月1日中國解放軍五艘軍艦從舟山啟航抵達夏威夷參演「環太平洋—2016」，規模僅次美國和加拿大位居第三，戰艦為驅逐艦西安號和導彈護衛艦衡水號，另有和平方舟醫院船、綜合補給艦高郵湖、援潛救生船長島號，前往夏威夷途中與美國兩艘驅逐艦會合並聯合演習空中威脅應對，具備防空能力的中美4艘驅護艦，分區域擔負對空防禦任務。值得注意的是此次小型演習由西安號擔任旗艦，指揮美國軍艦。環太軍演正式開始後中方不再參與高強度戰爭內容，只參與反海盜和人道救援科目，此次特點在於美國製造了一個美軍潛艦艙段的模型放於水下，由中方援潛救生船長島號放下小潛器在水下演練對接，確保有救援美軍遇難潛艇的能力。2018年起美国国防部终止了对中国人民解放军的演习邀请，此后两军交流再未恢复。

## 经贸

### 概述

1980-2015年间美元兌人民幣匯率

中美经贸关系是中美关系中最重要的方面之一，经常左右着中美关系的大局，主要涵盖投资、贸易、汇率、知识产权保护等方面。美国在华投资涵盖了极其广泛的领域，几乎每个领域都能看到美国人的身影，美国已经成为中国外资的主要来源地。美国企业在中国设立了超过2万个合资企业或独资企业。中国一些大公司正在成为跨国公司，也在美国有投资。
影响中美经贸关系的核心政经人物有美国方面的前美国商务部长骆家辉、前美国贸易代表柯克、前美国财政部长贾克·卢、前美国国务卿克里等；中国方面的前国务院副总理张高丽、前中国商务部部长陈德铭、前国务院副总理汪洋、前中国人民银行行长周小川、前国家发展和改革委员会主任徐绍史等。对于中美经贸关系，奥巴马政府主张中华人民共和国能够融入全球经贸体系，扩大互惠的经贸关系；希望中华人民共和国能向外国投资者开放垄断性的行业，如邮电、基础设施、电信、金融服务；希望中國大陆能在中国国内市场有效地保护知识产权；希望中华人民共和国能够提高人民币汇率，以此削减美国对华贸易逆差。而中华人民共和国希望美国能进一步开放美国国内市场，取消贸易壁垒，允许中国物美价廉的消费品进入；希望美国能对中国中西部的投资加以关注；希望美国能理解中国在保护知识产权上所作出的努力并支持在此方面取得的成果；希望美国能够理解人民币的汇率改革是个渐进的过程，重点在于人民币市场汇率的形成机制的完善；希望美国能够理解大幅度提高人民币汇率无助于解决美国对华贸易逆差，只能使其他发展中国家的廉价商品代替中國制造的产品进入美国。
1972年中美关系开始恢复时，双边贸易额只有1288万美元，到了1978年增长到9.9亿美元。而自1979年至1988年的十年中，中美双边贸易额从24.5亿美元跃升至82.6亿美元，年平均增长率达14.4%。2014年，中美双边贸易规模达到5551亿美元，双向投资存量超过14200亿美元。2023年之前的20多年，中國一度是美國最大進口來源地、第三大出口市场和第二大进口来源地，而美国则是中国第二大贸易伙伴、第一大出口市场和第五大进口来源地。随着中美贸易战的加剧，东盟和美墨加协定成员国取代了各自原先的最大贸易伙伴地位。2021年起，中國不再是美國最大貿易夥伴。目前（2023年起），中国是美国第四大贸易伙伴。2025年1月2日起，由於受美国政府的限制，美国个人及公司被禁止投資中國的半导体和微电子、量子信息技术以及人工智能等领域。1月15日，美国又对华生物技术设备实施出口管制。

### 关税

中美进出口走势

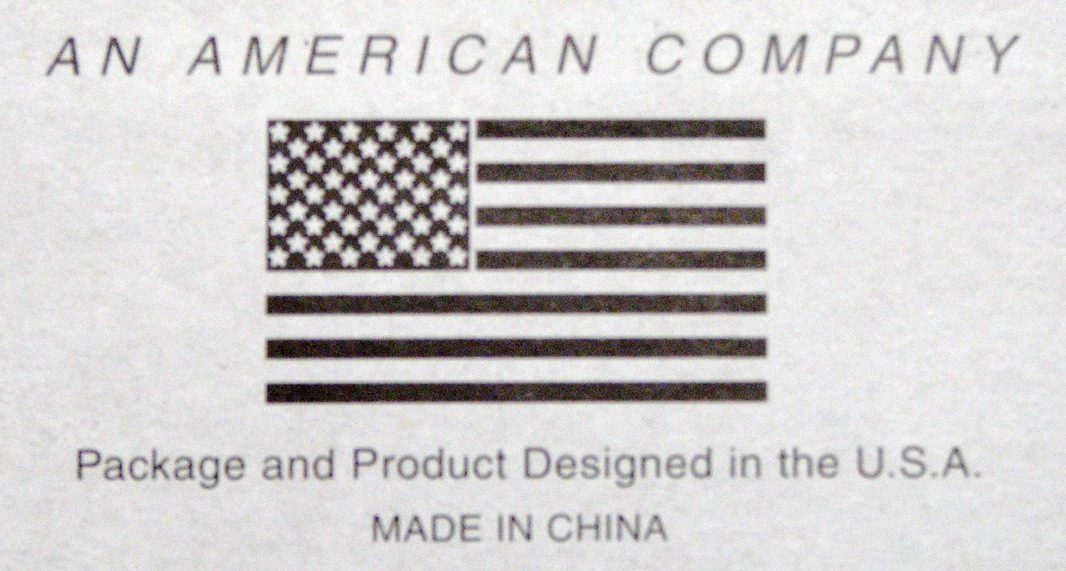
時至今日，中國製造（Made in China）已經佔據世界民生商品20%以上

根據中國海關總署統計，美國對中國的貿易逆差從2001年的281億美元增長到2011年2,023億美元。中美貿易總額已經從1992年的330億美元發展到2011年的4,466億美元。由於統計口徑差距，美國商務部統計數據，對中國逆差從2001年830億美元增長到2011年2,955億美元，貿易總額增長到2011年5,032億美元。美國對勞動密集型產品的需求超過其國內同類產品的產出。有觀點認為，中華人民共和國為保護國內市場對外國產品施行很多貿易限制，包括貿易壁壘、進口、投資缺乏透明度、進口產品需要許可、法律法規對外國企業的不平等以及要求外國企業通過輸出技術以換取市場等。中華人民共和國加入世界貿易組織後部分限制已經取消，但仍存在一些貿易壁壘。
低階组装工业从亚洲新兴工业国家转移到中华人民共和国，中华人民共和国已经逐渐成为加工产品链条中的最后一环。由于美国对进口产品只计算总价格，很多臺灣、日本、韩国的产品在中国进行加工最后一道工序后才出口到美国，其在中华人民共和国增值的部分被高估。21世纪起，中美贸易逆差成为影响中美经贸关系的主要问题，并涉及人民币汇率。美国对中华人民共和国贸易逆差，2011年达到2023亿美元（中国统计数字）或2955亿美元（美国统计数字）。由于美国国内储蓄不足，按照国际经济学的理论，就势必产生贸易赤字。美国对华实行貿易制裁，限制美国具有竞争力的军事等非经济目的的高新技术产品对华出口。美国对华贸易逆差是全球贸易失衡的一部分，根本原因是深度的经济结构问题。全球化时代中发达国家为实现生产要素优化配置，把落后产业转移到劳动力成本较低的发展中国家，其产品因具有价格竞争优势深受发达国家消费者欢迎，发达国家对此类产品进口需求巨大，由此导致发达国家对发展中国家的劳动密集型产品的巨额贸易逆差。中华人民共和国和东盟国家就是这类发展中国家的典型。而中国的加工贸易政策是世界上最宽松的，原产地证发放标准极低，有大量发达国家的跨国公司利用这项政策在中华人民共和国建立加工出口基地，經由香港再出口发展到第三国（地区）的迂回贸易。主要在于通过第三方（主要是香港）的转口贸易是否计算进入中美贸易逆差中。
美国议员舒默和格雷厄姆提议在国会通过的《舒默-格雷厄姆修正案》要求对来自中华人民共和国的商品征收27.5%的惩罚性关税（即报复性关税）。美国贸易代表办公室2006年3月31日向美国国会提交的《2006年度关于外国贸易障碍的全国贸易评测报告》，其中涉华部分71页（总共700多页）。
2024年美国总统大选期间，在特朗普关税的基础上，前总统、共和党候选人唐纳德·特朗普称，如果当选将撤销之前给予中国的永久正常贸易关系地位，并对所有自中国进口的商品征收60%的关税。
2024年4月19日，中國要求从美国进口丙酸的进口商向中国海关支付额外保证金。

## 科技

### 合作
1972年中美《上海公报》里提到，在科学、技术等领域中进行人民之间的联系和交流对双方有利，并各自承诺对进一步发展这种联系和交流提供便利。1979年1月，邓小平访美期间，邓小平与卡特签署了《中美科技合作协定》，实现了双边官方“零”合作的突破。自此，中美科技交流正式开启，“可在农业、能源、空间、卫生、环境、地学、工程和双方同意的其他科学技术和科技管理，以及教育和学术交流方面进行合作”。总协定的有效期为5年，每次续签延长5年，直到2023年6月美方决定不再续签。
1984年6月13日中国国防部部长张爱萍访美期间签署《两国军事技术合作协议》，对反坦克导弹、大口径炮弹，歼8电子系统改造展开合作。
美国国家科学基金会统计数据显示，中美互为第一大国际合著论文合作对象。开展了大亚湾反应堆中微子实验、正负电子对撞机、核聚变等众多合作项目。2015年至2020年，中美两国的合作论文从3412篇增至5213篇。然而，2018年之后，中美合作文章的同比增长有所放缓。
美國太空總署（NASA）署長尼爾森（Bill Nelson）于2024年10月對媒體表示，NASA正在同中方進行談判，以便讓美國科學家對中方取回的月壤樣本開展研究，美國尋求加強與中國在太空問題上的溝通。但中國國家航天局副局長卞志剛此前表示，美國的沃爾夫條款阻礙了中美航天合作。

### 竞争
1983年美国国防部及商务部制定了禁止向中国出售的技术装备清单，包括可提升中方核武器、核载具、战略投送、电子战、反潜战、化学战等作战能力的技术装备。2011年SEC539號國會法令生效，其中的沃尔夫条款禁止美国国家航空航天局（NASA）及白宮科學和技術政策辦公室（OSTP）与中華人民共和國政府进行技术交流，也不能與中华人民共和国政府聯合開展任何科学活动。
2021年，哈佛肯尼迪学院贝尔弗科学与国际事务中心发布的《伟大的科技竞争：21世纪的中国与美国的较量》报告中对美中在人工智能、5G、量子计算、半导体、生物技术和绿色技术等6个领域的科技竞争进行了分析评估。在信息技术领域，为实现美国的5G领导权，美国要求盟友拒绝使用华为等中国公司的5G设备。
特朗普和拜登任内，有18所中国高校及大批科技公司被美國列入制裁名單。

## 文化
1988年12月，中美建交十周年之际，中华美国学会成立，其宗旨是联络和团结中国各地从事美国研究的学者，协调中國各研究美国的团体和机构的工作，发展中国的美国学研究。

### 价值观
中国的价值观偏向于春秋时期管仲提出的“仓廪实而知礼节，衣食足而知荣辱”，主要以消除贫困为改善人权的核心内容。美国提倡的价值观则是西方世界普遍盛行的普世价值，即「人權、自由、平等、民主、憲政、博愛」。
1989年，中华人民共和国政府对六四事件的处理方式引起包括美国等西方国家的谴责。1990年12月18日至19日，美国负责人权事务的助理国务卿希夫特对中国进行访问，标志着中美人权对话的开始。此后，美国政府接受了许多民运人士和其他被中国政府打压的人士的政治避难申请，如柴玲、魏京生、陈光诚等。

### 人员交流
据统计，有11萬美國人在中国生活，379萬美籍华人在美国。据美国中文网综合报道，截止2016年3月，持学生签证和短期职业培训签证在美国学习的中国大陆留学生数量达35万3069人。
2017年起歐美的中國留學生開始大舉回國潮引發關注，超过8成留学生回國，其中不少原因是身份转正困难，以及出于家庭团聚考虑，在海外缺乏文化认同感。
2020年，特朗普签署第10043号总统公告，禁止部分学生获得F签证或J签证。2025年5月28日，美国政府表示将会更積極的撤销中国学生的签证。